# Rybitwa złotodzioba
Rybitwa złotodzioba (Thalasseus bergii) – gatunek dużego ptaka z rodziny mewowatych (Laridae), podrodziny rybitw (Sterninae). Wyróżnia się 4 podgatunki, przy czym liczba ta jest sporna. Gatunek występuje we wschodniej Afryce na wybrzeżu oraz wyspach od Somalii na południe po Południową Afrykę i Namibię, w obrębie Morza Czerwonego. Prócz tego gniazduje na obszarze od Zatoki Perskiej na wschód przez Malediwy, wyspy Czagos, Sri Lankę, Azję Południową i Azję Południowo-Wschodnią po Australię, a do tego na wyspach zachodniego i środkowego Oceanu Spokojnego. Jest gatunkiem rybożernym, związanym ze środowiskiem morskim. Nie jest zagrożony wyginięciem.

## Taksonomia
Po raz pierwszy gatunek opisał Martin Lichtenstein w 1823. Holotyp pochodził z Przylądka Dobrej Nadziei. Autor nadał nowemu gatunkowi nazwę Sterna bergii. Obecnie (2021) Międzynarodowy Komitet Ornitologiczny (IOC) umieszcza rybitwę złotodziobą w rodzaju Thalasseus.
Liczba podgatunków jest sporna. IOC uznaje 4, podobnie jak autorzy Clements Checklist of Birds of the World (2019) i Handbook of Australian, New Zealand and Antarctic Birds (HANZAB; tom 3., 1996). Na liście ptaków świata opracowywanej przy współpracy BirdLife International z autorami HBW (5. wersja online: grudzień 2020) wymieniono 5 – główne cztery oraz T. b. gwendolenae. W Handbook of the Birds of the World (1996) znalazło się 6 – poprzednie oraz T. b. enigma. Cztery podgatunki uznawane przez IOC i Clements Checklist... to:
- T. b. bergii (Lichtenstein, 1823) – obejmuje T. b. enigma[5] (Clancey, 1979), pierwotnie odnoszący się do populacji z Kanału Mozambickiego. Jego holotypem była samica odłowiona 7 września 1962 około 32 km na północ od Beiry, którą przechowywano w zbiorach Muzeum Historii Naturalnej w Zimbabwe[10];
- T. b. thalassinus (Stresemann, 1914)
- T. b. velox (Cretzschmar, 1827)
- T. b. cristatus (Stephens, 1826)

Systematyka w obrębie podgatunków jest szczególnie skomplikowana. Autorzy HBW wyróżnili ich 6 i zaznaczyli, że T. b. gwendolenae Mathews, 1912 może nie być ważnym (uznanym) taksonem. Opisywano liczne inne nieuznane podgatunki, w tym T. b. bakeri, T. b. edwardsi, T. b. halodramus, T. b. pelecanoides, T. b. poliocercua.

### Filogeneza
Wyniki badań filogenetycznych obejmujących wszystkie 6 gatunków Thalasseus ukazały się dopiero w 2018 roku. Trudno było wcześniej zdobyć próbki pozwalające na uzyskanie sekwencji krytycznie zagrożonych wyginięciem rybitw chińskich (T. bernsteini). Dotychczasowe wyniki badań wskazywały, że rybitwa bengalska (T. bengalensis) i rybitwa królewska (T. maximus) to gatunki siostrzane stanowiące grupę siostrzaną wobec rybitwy złotodziobej. Linia rozwojowa T. bergii miała się według nich wyodrębnić 1,5 mln lub 1,69 mln lat temu, a następnie blisko 1 mln lat temu rozdzieliły się T. bengalensis i T. maximus. Pozostałe dwa gatunki, rybitwa kalifornijska (T. elegans) i czubata (T. sandvicensis) tworzą klad bazalny:
|  | \| \| T. maximus \| \| \| \| \| \| T. bengalensis \| \| \| \| |
|  |                                                               |
|  | T. bergii                                                     |
|  |                                                               |
|  | T. maximus                                                    |
|  |                                                               |
|  | T. bengalensis                                                |
|  |                                                               |

|  | T. maximus     |
|  |                |
|  | T. bengalensis |
|  |                |

|  | T. sandvicensis |
|  |                 |
|  | T. elegans      |
|  |                 |

|  | \| \| T. maximus \| \| \| \| \| \| T. bengalensis \| \| \| \| |
|  |                                                               |
|  | T. bergii                                                     |
|  |                                                               |
|  | T. maximus                                                    |
|  |                                                               |
|  | T. bengalensis                                                |
|  |                                                               |

|  | T. maximus     |
|  |                |
|  | T. bengalensis |
|  |                |

|  | T. sandvicensis |
|  |                 |
|  | T. elegans      |
|  |                 |

Yang et al. (2018) ustalili pozycję rybitwy chińskiej w rodzaju Thalasseus. Wbrew wcześniejszym podejrzeniom, które opierano o badania morfologiczne, nie jest najbliżej spokrewniona z rybitwą bengalską, a z rybitwą złotodziobą. Przedstawiony kladogram uzupełniony o T. bernsteini nie ukazuje zależności między gatunkami Thalasseus znacznie odmiennie od poprzedniego:
|  | T. bernsteini |
|  |               |
|  | T. bergii     |
|  |               |

|  | T. maximus     |
|  |                |
|  | T. bengalensis |
|  |                |

|  | T. bernsteini |
|  |               |
|  | T. bergii     |
|  |               |

|  | T. maximus     |
|  |                |
|  | T. bengalensis |
|  |                |

|  | T. sandvicensis |
|  |                 |
|  | T. elegans      |
|  |                 |

|  | T. bernsteini |
|  |               |
|  | T. bergii     |
|  |               |

|  | T. maximus     |
|  |                |
|  | T. bengalensis |
|  |                |

|  | T. bernsteini |
|  |               |
|  | T. bergii     |
|  |               |

|  | T. maximus     |
|  |                |
|  | T. bengalensis |
|  |                |

|  | T. sandvicensis |
|  |                 |
|  | T. elegans      |
|  |                 |

Wykazano również zachodzenie hybrydyzacji międzygatunkowej rybitw złotodziobych i chińskich. Stanowi to znaczące zagrożenie dla rybitw chińskich, których populacja w 2017 liczyła niecałe 100 par. Wówczas nie potwierdzono jeszcze badaniami genetycznymi krzyżowania się z pospolitymi rybitwami złotodziobymi. Obserwowano i fotografowano jednak nietypowo upierzone osobniki. W 2004 pierwszy raz zauważono rybitwy chińskie u ujścia rzeki Min Jiang (Fujian) i rozpoczęto badania terenowe, a od 2008 do 2011 sfotografowano tam co najmniej 3, być może 4, potencjalne mieszańce. W programie ochrony gatunku nie ujmowano krzyżowania międzygatunkowego jako potencjalnego czynnika ryzyka. W Chinach i na Tajwanie jedyne znane wtedy stanowiska lęgowe rybitw chińskich leżały w obrębie kolonii rybitw złotodziobych. Wyniki uzyskane przez Yang et al. (2018) sugerują, że to gatunki siostrzane, które rozdzieliły się blisko 0,75 mln lat temu. Moment wyodrębnienia się dwóch linii rozwojowych, T. bernsteini+T. bergii oraz T. maximus+T. bengalensis ustalono na około 1 mln lat temu, co zgadza się z dotychczasowymi danymi dotyczącymi samej rybitwy złotodziobej. Wyznaczony dystans genetyczny rzędu 1,5–1,6% jest znacząco mniejszy niż między T. bernsteini i dowolnym z pozostałych gatunków w rodzaju.

### Etymologia i nazewnictwo
Epitet gatunkowy bergii upamiętnia Karla Heinricha Bergiusa, zmarłego w 1818 pruskiego farmaceutę i botanika, który jako pierwszy pozyskał okaz rybitwy złotodziobej w okolicy Kapsztadu.
Nazwy podgatunków pochodzą z łaciny, oznaczają kolejno: velox – „gwałtowny”, „szybki”; cristatus – „czubaty” i thalassinus – „morski” (od greckiego θαλάσσινος thalassinós – „morski”).
Nieuznawany podgatunek T. b. enigma opisano na podstawie okazu pozyskanego kilkanaście lat wcześniej. Clancey zdążył 12 lat później wykazać, że w Kanale Mozambickim występuje populacja jego zdaniem godna wyodrębnienia. W międzyczasie zaszły w Mozambiku zmiany ustrojowe, a oficjalne przyjęcie doktryny marksistowskiej potencjalnie znacząco utrudniło badania naukowe stronie południowoafrykańskiej. Clancey po kolejnych 5 latach nadał więc podgatunkowi nazwę enigma, gdyż nie chciał „pozostawiać tego bytu bez nazwy na czas nieokreślony”.

## Morfologia
Długość ciała wynosi od 43 do 53 cm, masa ciała zaś – u dorosłych T. b. velox: 340–397 g; u T. b. thalassinus: 325–350 g; u T. b. cristatus: 325–386 g (liczba osobników i dokładna lokalizacja nieokreślone). Rybitwy złotodziobe są stosunkowo dużymi przedstawicielami swojej podrodziny. Cechują się smukłą sylwetką, długimi, wąskimi i zgiętymi pod dużym kątem skrzydłami, głęboko wciętym rozwidlonym ogonem, długimi nogami i długim, nierzadko zgiętym w dół dziobem. Proporcjami ciała i sylwetką bardzo przypominają rybitwy bengalskie, od których są jednak większe i masywniejsze. W upierzeniu nie występuje dymorfizm płciowy. U osobników w każdym wieku występują trzy cechy diagnostyczne – połączenie dużych rozmiarów ciała, „rozczochrany” czub oraz żółty dziób. Od rybitwy bengalskiej (T. bengalensis) złotodziobe różnią się większymi rozmiarami ciała oraz dłuższym dziobem o intensywniej żółtej barwie. Podobne są również do rybitw królewskich (T. maximus), lecz rybitwy złotodziobe cechuje smuklejsza sylwetka i ciemniejszy wierzch ciała.
| Podgatunek        | Wiek       | Długość skrzydła | Długość skrzydła | Długość skrzydła         | Dł. dzioba | Dł. dzioba                           | Dł. dzioba            | Głębokość wcięcia w ogonie | Głębokość wcięcia w ogonie | Głębokość wcięcia w ogonie |                                  | Wiek | Dł. skoku | Dł. skoku | Dł. skoku |
| Podgatunek        | Wiek       | n                |                  | średnia                  | n          |                                      | średnia               | n                          |                            | średnia                    | n                                | Wiek |           | średnia   |           |
| ----------------- | ---------- | ---------------- | ---------------- | ------------------------ | ---------- | ------------------------------------ | --------------------- | -------------------------- | -------------------------- | -------------------------- | -------------------------------- | ---- | --------- | --------- | --------- |
| T. b. velox       | dorosłe    | 30               | 354–381          | 366,0 (♂ 362,3; ♀ 369,8) | 37         | 57,8–68,8 (♂ 60,0–68,8; ♀ 57,8–68,1) | 64,6 (♂ 66,3; ♀ 61,6) | 36                         | 72–121                     | 87,6 (♂ 82,3; ♀ 89,5)      | Dorosłe i w 1./2. szacie zimowej | 41   | 29,7–36,1 | 32,4      |           |
| T. b. velox       | młodociane | 20               | 332–358          | 342,6                    | 7          | 53,8–62,5                            | 58,9                  | 7                          | 35–55                      | 46,3                       | Dorosłe i w 1./2. szacie zimowej | 41   | 29,7–36,1 | 32,4      |           |
| T. b. cristatus   | dorosłe    | 41               | 325–365          | 343,7 (♂ 344,0; ♀ 342,4) | 68         | 54,0–67,4                            | 60,7                  | 66                         | 55–104                     | 85,0                       | Dorosłe i w 1./2. szacie zimowej | 74   | 22,6–32,0 | 28,4      |           |
| T. b. cristatus   | młodociane | 10               | 325–355          | 336,3                    | 26         | 49,7–62,5                            | 57,7                  | 10                         | 38–66                      | 43,6                       | Dorosłe i w 1./2. szacie zimowej | 74   | 22,6–32,0 | 28,4      |           |
| T. b. bergii      | dorosłe    | 18               | 344–375          | 357,5                    | 45         | 57,0–67,7                            | 62,3                  | 12                         | 79–106                     | 89,8                       | Dorosłe i w 1./2. szacie zimowej | 41   | 28,0–32,2 | 29,6      |           |
| T. b. thalassinus | dorosłe    | 25               | 322–356          | 337,0                    | 29         | 53,5–64,0                            | 56,7 (♂ 56,5; ♀ 57,7) | 25                         | 65–100                     | 79,3 (♂ 80,6; ♀ 78,8)      | Dorosłe i w 1./2. szacie zimowej | 20   | 27,2–30,8 | 28,5      |           |

Szata godowa

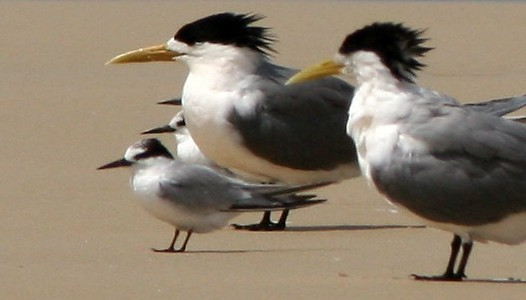
Rybitwy złotodziobe są jednymi z większych rybitw. Na zdjęciu stoją wraz z rybitwami białoczelnymi (Sternula albifrons) w szacie spoczynkowej

W szacie godowej czoło białe; szerokość białego paska zależy od podgatunku, ogółem to około 2,5–11 mm. Ciemię czarne, widoczne jako błyszcząca czarna czapeczka z długim czubem. Jego pióra ułożone są luźno, jakby potargane. Dokładna pozycja czuba wiąże się z emocjami ptaka, w neutralnych sytuacjach jego pióra są ułożone gładko lub lekko opadają, natomiast czub jest nastroszony czy postawiony podczas zalotów. Szyja, spód ciała i lotki II rzędu białe. Kontrastują z szarym grzbietem i wierzchem skrzydła. Tęczówka ciemnobrązowa. Dziób żółty, w odcieniu żółcieni chromowej (opisywany też jako cytrynowy), niekiedy u nasady z zielonkawym nalotem. Czasem jest całkowicie zielonkawożółty i pokryty nieregularnymi czarnymi plamami. Nogi czarne.
Szata spoczynkowa
W szacie spoczynkowej ciemię ma barwę białą, pokrywają je nieregularne czarne plamy i paski. Czerń zachowuje się jedynie w tylnej części ciemienia. Ma jednak matowy odcień, miejscami mogą pojawiać się siwe pióra. Czub jest krótszy i bardziej zaokrąglony niż w szacie godowej, dziób zaś – nieco bardziej matowy.
Szata juwenalna i młodociana
W szacie juwenalnej pióra ciemienia mają brązowawe końcówki. Ich wierzch ciała, w tym wierzch skrzydeł, upstrzony jest gęsto brązowymi piórami, niekiedy tworzącymi pasy. Lotki I rzędu mają barwę ciemnobrązową, ich chorągiewki wewnętrzne zaś – białą. Lotki II rzędu popielatobrązowe z białymi końcówkami. Dziób przybiera kolor od słomkowożółtego po mniej intensywny szarożółty lub zielonkawożółty. Nogi czarnobrązowe, czarne, niekiedy szarożółte z czarnymi plamami.
Różnice między podgatunkami
Przedstawiciele poszczególnych podgatunków różnią się od siebie głównie jasnością wierzchu ciała oraz ilością bieli na czole. U ptaków podgatunku nominatywnego biały pasek na czole jest najwęższy, między 2,5 a 6 mm szerokości, najszerszy zaś T. b. thalassinus – do 11 mm. Największe i najciemniejsze są rybitwy złotodziobe podgatunku T. b. velox. W zachodniej części zasięgu zostają gwałtownie zastąpione przez znacząco mniejszych przedstawicieli T. b. thalassinus. Im bliżej południowo-zachodniej Afryki, tym większe mają rozmiary i tym ciemniejszy grzbiet. Ptaki podgatunku T. b. bergii są stosunkowo duże. Dalej na wschód występuje T. b. cristatus, którego przedstawiciele osiągają przeciętne lub niewielkie rozmiary ciała. Osobniki ze wschodniego Półwyspu Malajskiego i Wielkich Wysp Sundajskich są większe, podobnie jak te z Moluków, Nowej Gwinei i wschodniej Australii. Według części źródeł (Larsson i Olsen, 1995) najjaśniejszy grzbiet cechuje T. b. thalassinus, według HBW – T. b. bergii, zwłaszcza w populacji wydzielanej niekiedy do T. b. enigma. Autorzy HANZAB podają, że u T. b. bergii wierzch ciała ubarwiony jest podobnie, jak u T. b. cristatus ze wschodniej Australii, a różnice między T. b. bergii i T. b. thalassinus są podobne, jak między T. b. cristatus z różnych części Australii. Wskazuje to na potrzebę dalszych badań nad podgatunkami rybitwy złotodziobej.

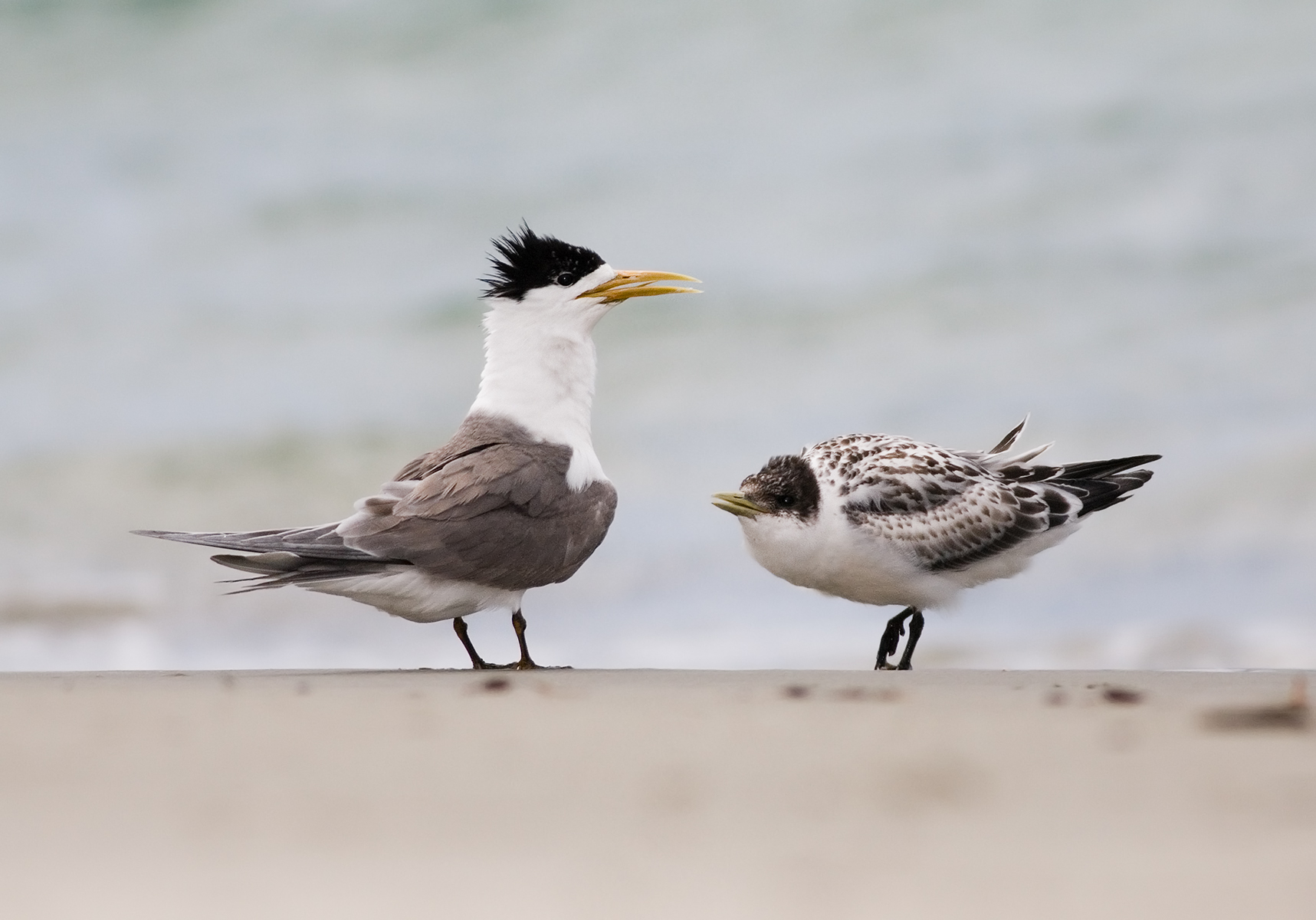
Przedstawiciel T. b. cristatus w szacie godowej z młodym; Wyspa Bruny, Tasmania
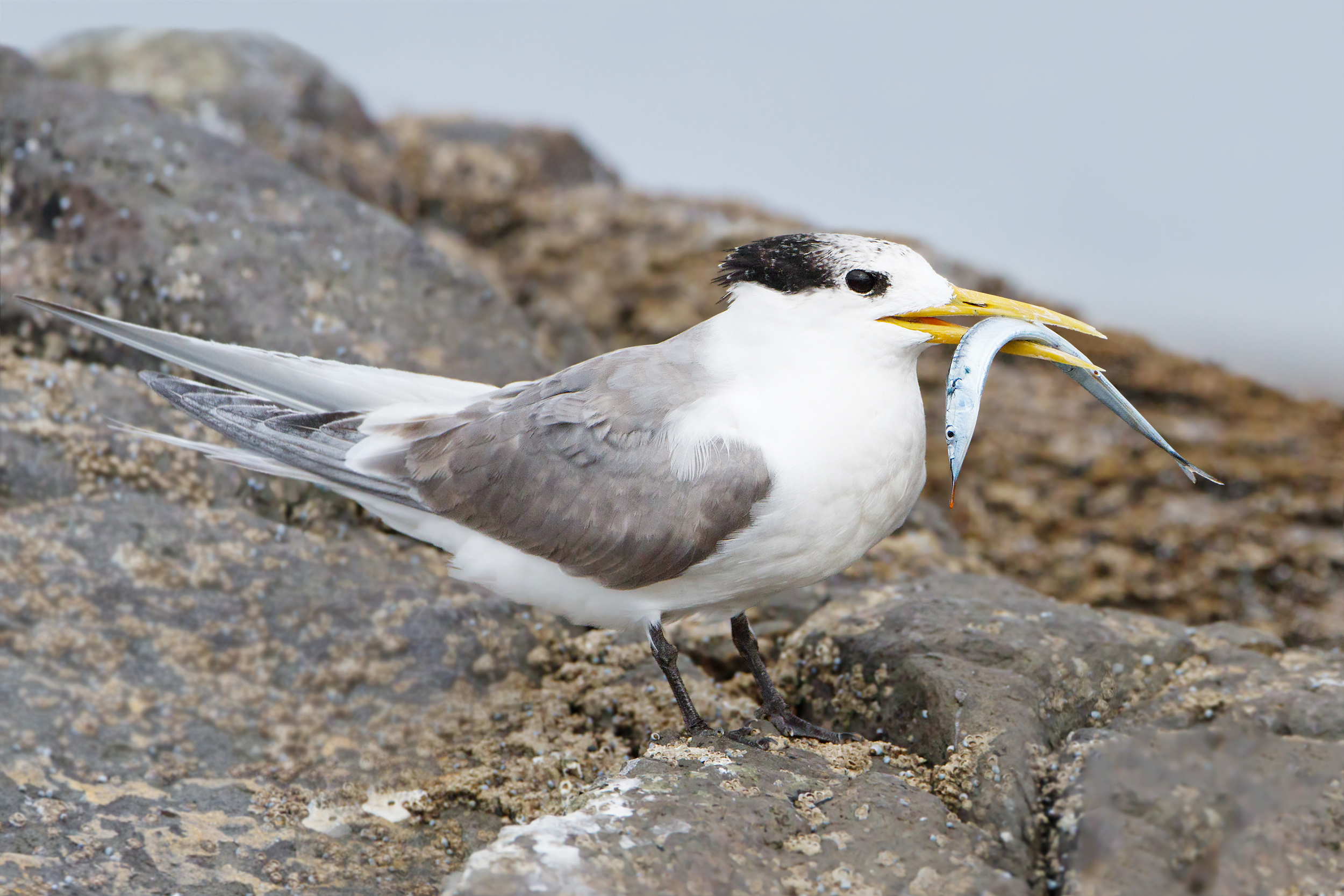
Osobnik w szacie spoczynkowej z upolowanym półdziobcem Hyporhamphus melanochir; delta rzeki Derwent
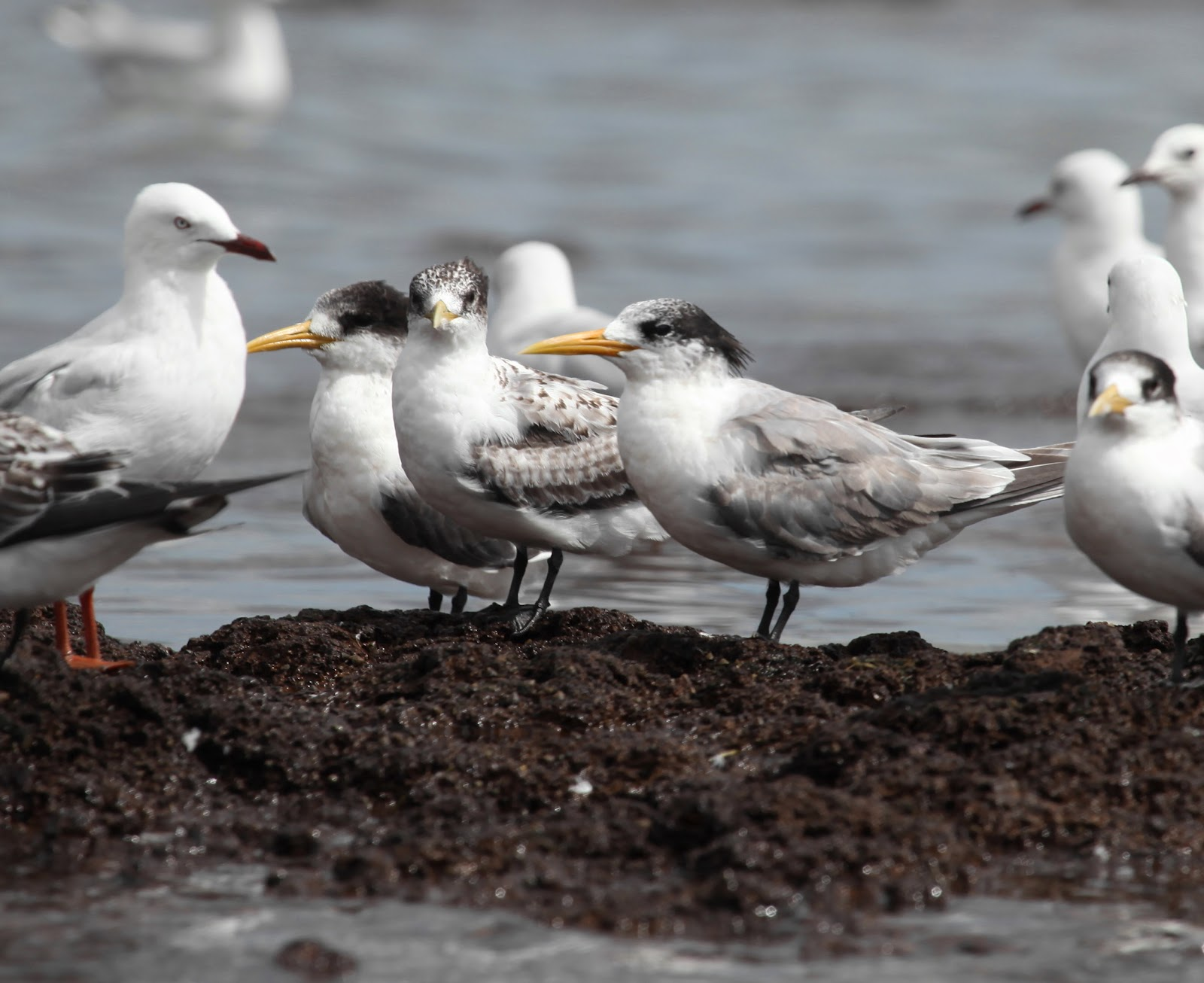
Grupa młodych w swojej pierwszej szacie – juwenalnej; Beaumaris, przedmieścia Melbourne, Wiktoria
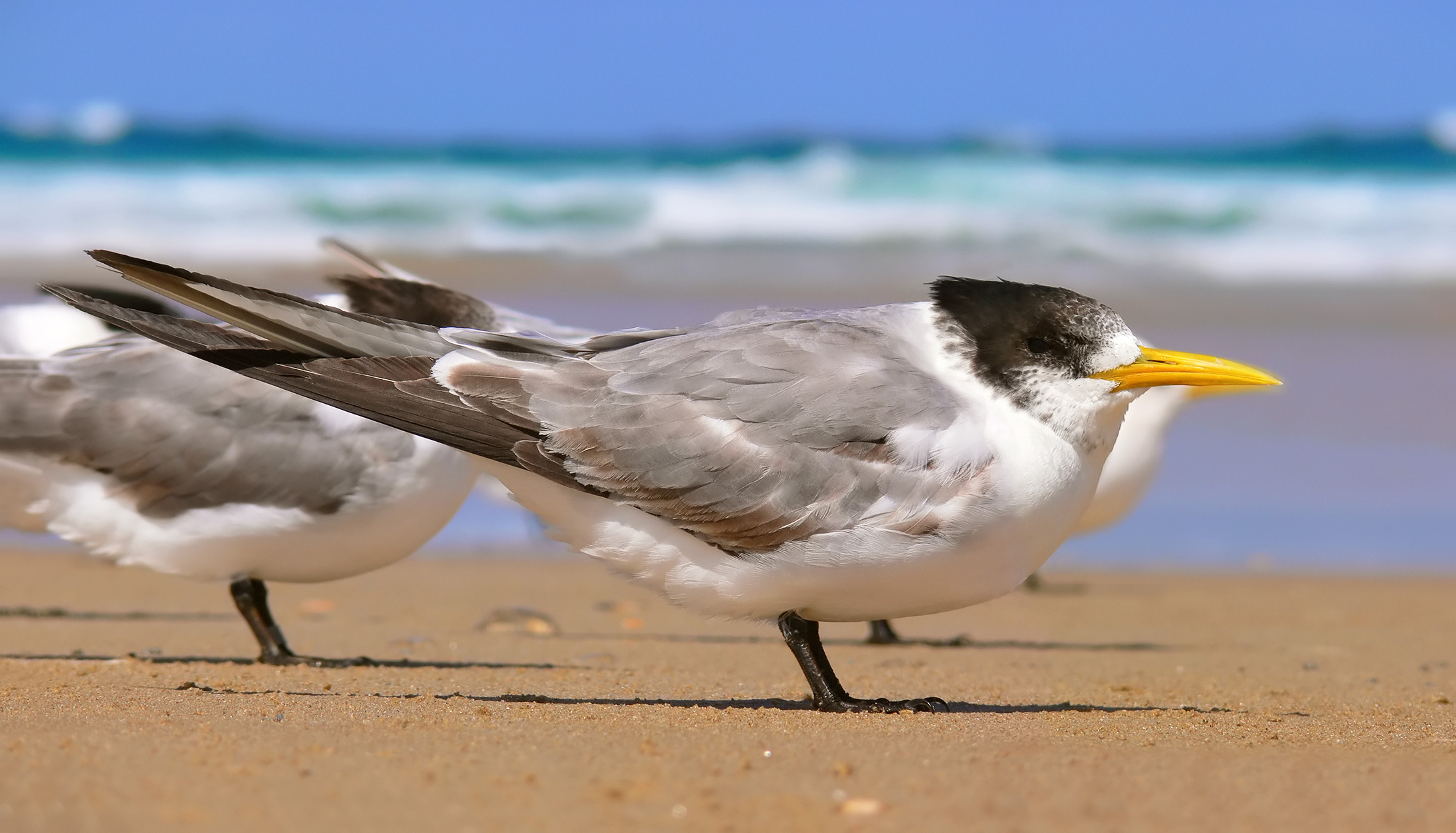
Pierwszoroczna rybitwa złododzioba
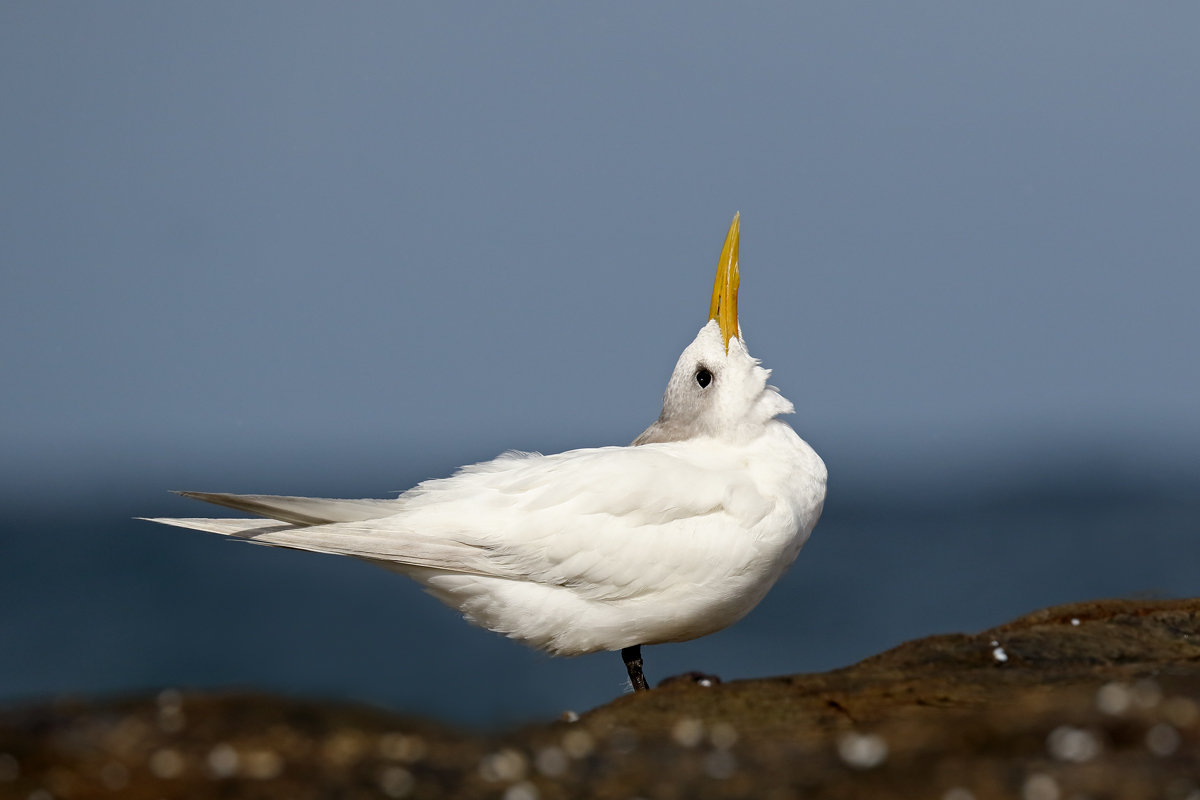
Osobnik leucystyczny; Collaroy, północne przedmieścia Sydney

## Zasięg występowania
Rybitwy złotodziobe całorocznie występują na wybrzeżu i wyspach Morza Czerwonego oraz od wybrzeża Somalii na południe po Południową Afrykę i Namibię. Prócz tego gniazdują na obszarze od Zatoki Perskiej na wschód przez Malediwy, wyspy Czagos, Sri Lankę, Azję Południową i Azję Południowo-Wschodnią po Australię, a do tego wyspy zachodniego i środkowego Oceanu Spokojnego (na wschód po Wyspy Towarzystwa). BirdLife International szacuje powierzchnię tego obszaru na 142 mln km². Część populacji jest wędrowna.
Przedstawiciele podgatunku nominatywnego  T. b. bergii (Lichtenstein, 1823) gniazdują w Namibii, Południowej Afryce i Mozambiku. Gniazdowanie stwierdzano od Swakopmund w Namibii do zatoki Algoa (Prowincja Przylądkowa Wschodnia) oraz od delty Zambezi w Mozambiku po Durban (KwaZulu-Natal). Poza sezonem lęgowym rybitwy złotodziobe widywano aż po Luandę w Angoli. Do 2003 roku poznano 27 miejsc gniazdowania T. b. bergii w całej południowej Afryce. Niektóre były wykorzystane raz, w innych kolonie są zakładane nieregularnie. 8 znajdowało się w Namibii, 19 – w Południowej Afryce, 2 w Prowincji Przylądkowej Wschodniej i 17 w Zachodniej.
Obszar występowania T. b. thalassinus (Stresemann, 1914) obejmuje wybrzeża Tanzanii oraz Maskareny po Rodrigues, Aldabrę i wyspy Czagos. Według informacji z 2013 roku wówczas już nie wyprowadzały lęgów na Maskarenach. Na Madagaskarze rybitwy złotodziobe gniazdują na północnych i wschodnich wybrzeżach, lecz poza sezonem lęgowym spotykane są wzdłuż całej linii brzegowej. W Somalii osobniki podgatunku T. b. thalassinus zbliżają się do obszaru występowania T. b. velox, lecz do 1998 odnotowano je tam jedynie 4 razy (do 1983 roku – 3 razy), w południowej części kraju między 1 czerwca a 4 lipca. Nowe miejsca gniazdowania na Seszelach opisywano (razem z szacunkową liczebnością) jeszcze co najmniej w 2018. Rybitwy złotodziobe, również niegniazdujące osobniki, dość pospolicie występują tam przez cały rok, co sugeruje istnienie nieodkrytych kolonii lęgowych. Podejrzewano między innymi gniazdowanie na Cosmoledo, potwierdzone 2 lata później, w 2018.
Rybitwy złotodziobe podgatunku T. b. velox (Cretzschmar, 1827) występują od północno-zachodniej Somalii i Dżibuti przez wybrzeża Morza Czerwonego w Erytrei i Sudanie oraz wybrzeża Półwyspu Arabskiego po Malediwy, Sri Lankę, Mjanmę, Kambodżę, Wietnam, Półwysep Malajski i zachodnią Sumatrę, a dawniej również południowo-wschodnią Tajlandię. Populacja z zachodniej części tego obszaru ma swoje zimowiska wzdłuż wybrzeży na południe po Kenię (do okolic Ras Iwetine, na szerokości około 4°S). W Indiach rybitwy złotodziobe gniazdują na Lakszadiwach, Vengurla Rocks (na południe od Ratnagiri), w Sundarbanach i na Moście Adama, a prócz tego na skalistych wysepkach u wschodnich i południowo-zachodnich wybrzeży Sri Lanki. Są jednak obecne o różnych porach roku wzdłuż wybrzeży całego kraju i prawdopodobnie gniazdują na innych indyjskich wyspach. Pojedyncze osobniki odnotowano w Izraelu i Jordanii (przed 1994). W lipcu 1997 po raz pierwszy stwierdzono lęg w Egipcie. Jeszcze w 1922 gniazdowały w Iraku na wyspie Booneh nieopdal Al-Fau, co najmniej do 2010 nie było nowych doniesień.
Zasięg występowania T. b. cristatus (Stephens, 1826) nie ma jasno określonej zachodniej granicy. Wiadomo, że rozciąga się od wschodnich Chin przez Malezję i Filipiny na północ po Riukiu, gdzie prawdopodobnie rybitwy złotodziobe gniazdują. Rzadko widywane są dalej na północ, choć odnotowywano je na północy Honsiu. Dalej na wschód ich zasięg ciągnie się po Tuamotu, Wyspy Towarzystwa i Polinezję ogółem. Obejmuje również wybrzeża Nowej Gwinei wraz z przybrzeżnymi wysepkami, zachodnią, północną i wschodnią Australię (w tym Bramble Cay w Cieśninie Torresa) oraz znaczną część wysp zachodniego i środkowego Oceanu Spokojnego, między innymi Mikronezję. Na południe sięga do Nowej Kaledonii, Fidżi i Tonga.

## Pożywienie

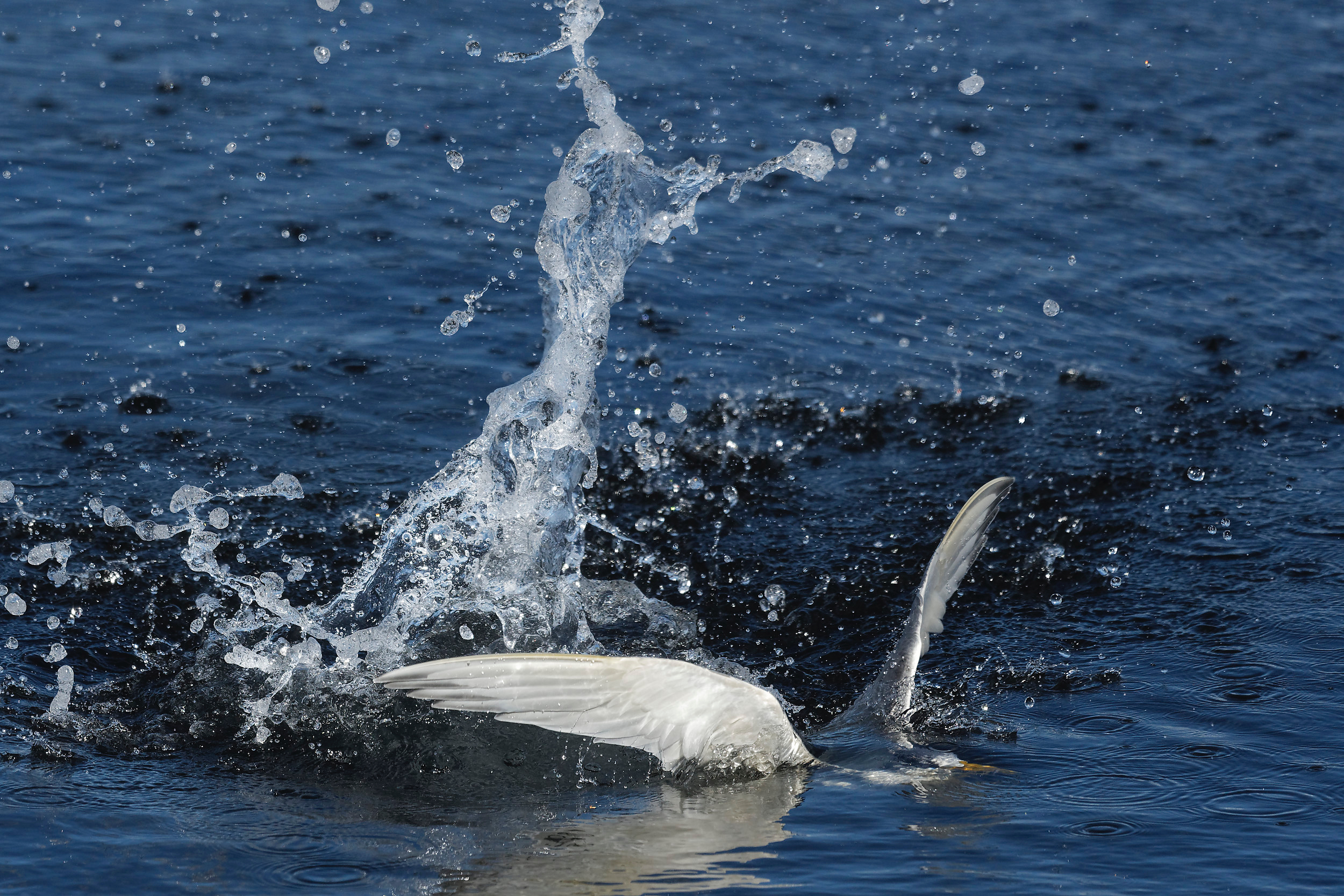
Nurkujące rybitwy złotodziobe zanurzają się całkowicie

We wszystkich regionach znaczącą większość pożywienia rybitw złotodziobych stanowią ryby. Mniejszy –  kilkuprocentowy lub niższy – udział w ich pokarmie mają głowonogi, skorupiaki i owady. Gady i owady mogą być zjadane sporadycznie. Rybitwy złotodziobe są generalistami pokarmowymi i łatwiej od części ptaków morskich dostosowują się do okresowych zmian w dostępności pożywienia.
Zarówno dorosłe, jak i młode osobniki zwracają pokarm po złapaniu w reakcji na stres, co wykorzystuje się do pozyskiwania i analizy pojedynczych porcji pokarmu. Ta tradycyjna metoda może być zbyt inwazyjna dla rybitw i bardziej podatna na błędy wskutek subiektywności badaczy. Alternatywną metodą jest ocena zdjęć zdobyczy w dziobie, którą z powodzeniem przetestowano w Południowej Afryce. Długość ryb dominującego w diecie gatunku oszacowywano z dokładnością poniżej 1 mm i precyzją około 0,5 mm (patrz: dokładność i precyzja metody pomiaru). Ponadto liczba zidentyfikowanych gatunków ponad dwukrotnie przewyższała tę poznaną dotychczas dzięki badaniu zwróconego pokarmu.

### Sposoby zdobywania pożywienia
Rybitwy złotodziobe zazwyczaj chwytają zdobycz po zanurkowaniu z wysokości 7–10 m na głębokość do 0,5 m (według nowszych danych: przeciętnie na 0,8 m), głową lub nogami naprzód. Zanurzają się wówczas całkowicie, później otrzepują się w locie. Niekiedy podążają za grupami niewielkich ryb, które zostały zagonione blisko powierzchni wody przez polujące większe ryby lub delfiny. Zdarza im się latać tuż nad wodą z zanurzonym dziobem (ang. „skimming”), często trzymają wtedy rybę, być może ją czyszcząc. Zbierają też odpadki wyrzucone z łodzi.
Kleptopasożytnictwo wśród rybitw złotodziobych jest powszechne. Zabierają one zdobycz innym rybitwom, zwłaszcza w koloniach, a im samym odbierają ją rybitwy innych gatunków, mewy i czaple.
Zdobycz dla młodych lub dla partnera podczas zalotów albo wysiadywania jest przynoszona w dziobie, niekiedy jeszcze żywa. Rybitwy złotodziobe prawie zawsze przynoszą ją pojedynczo. Z niecałych 24,2 tys. zdjęć dokumentujących ofiary rybitw na Robbeneiland tylko na 1,3% z nich rybitwa trzymała więcej sztuk zdobyczy. Najwięcej było to 11 ryb, ale zazwyczaj „powiększoną” porcję pokarmu stanowiły dwie sardele europejskie (Engraulis encrasicolus); jest to gatunek przeważający w diecie południowoafrykańskiej populacji T. bergii.

### Skład pokarmu
W Południowej Afryce do 2018 przeprowadzono trzy szczegółowe badania. Większość pożywienia stanowią ryby śledziokształtne (Clupeiformes), w szczególności sardela europejska i sardynka pacyficzna (Sardinops sagax).  W Prowincji Przylądkowej Zachodniej od 2013 do 2015 podczas lęgów badano skład pokarmu rybitw złotodziobych nieinwazyjną metodą – osobniki ze zdobyczą w dziobie fotografowano, a analizie poddawano same zdjęcia. Zidentyfikowano 24 607 sztuk zdobyczy reprezentujące co najmniej 47 rodzin; 34 gatunki odnotowano w diecie T. bergii po raz pierwszy. Udział liczbowy ryb wynosił 94% (głównie śledziokształtnych), głowonogów – 3%, skorupiaków – 2%, owadów – 1%. W trakcie wszystkich trzech sezonów lęgowych w pożywieniu dominowały sardele europejskie – 65% zdobyczy ogółem. Ich udział był znacząco różny na poszczególnych etapach lęgów i w różnych latach. Prócz wymienionych gatunków w Południowej Afryce wśród zdobyczy rybitw złotodziobych odnotowano między innymi Sufflogobius bibarbatus i morszczuki Merluccius. Te drugie przeważnie są zjadane jako padlina lub odpadki.
U T. b. velox z Półwyspu Arabskiego skład pokarmu nie został dokładnie poznany co najmniej do drugiej dekady XXI wieku. W 2014 opublikowano wyniki badań nad składem pokarmu piskląt z dwóch irańskich wysp w północnej Zatoce Perskiej. W 151 sztuk zdobyczy znalazła się 1 krewetka i 11 niezidentyfikowanych ryb, pozostałą część stanowiły ryby należące do 10 rodzin. Przeważały kulbinowate (Sciaenidae) – 35%, śledziowate (Clupeidae) – 26% i sardelowate (Engraulidae) – 15%.
McLeay et al. (2009) w pięcioletnim okresie zidentyfikowali w pokarmie dorosłych oraz piskląt z australijskiej populacji T. b. cristatus 47 taksonów ryb, 5 głowonogów i 3 skorupiaki. Blisko 66% biomasy zdobyczy we wszystkich lokalizacjach łącznie tworzyły ryby kilku gatunków. Trzy z nich to śledziokształtne tworzące ławice w wodach przypowierzchniowych – sardela australijska (Engraulis australis), sardynka pacyficzna i Spratelloides robustus (śledziowate); pozostałe – atun (Thyrsites atun), Thamnaconus degeni (jednorożkowate), Hyporhamphus melanochir (półdziobcowate), aripinka (Arripis georgianus) i Parapriacanthus elongatus (zmiataczowate). Wśród zdobyczy rybitw złotodziobych z Houtman Abrolhos (zachodnie wybrzeże Australii) zidentyfikowano ryby należące do 51 gatunków i 36 rodzin. Pod względem objętości największy udział miały skarusowate (Scaridae) – 23%, wargaczowate (Labridae) – 15%, niezidentyfikowane gatunki – 14% i ślizgowate (Blenniidae) – 12%. W sezonie 2019/2020 rybitwy gniazdujące na Kanowna Island (północna Cieśnina Bassa) karmiły swoje młode głównie atunami i ostrobokami australijskimi (Trachurus declivis). To nietypowe w Cieśninie Bassa, gdzie zwykle wśród zdobyczy przeważa sardela australijska.

### Zmienność składu pokarmu

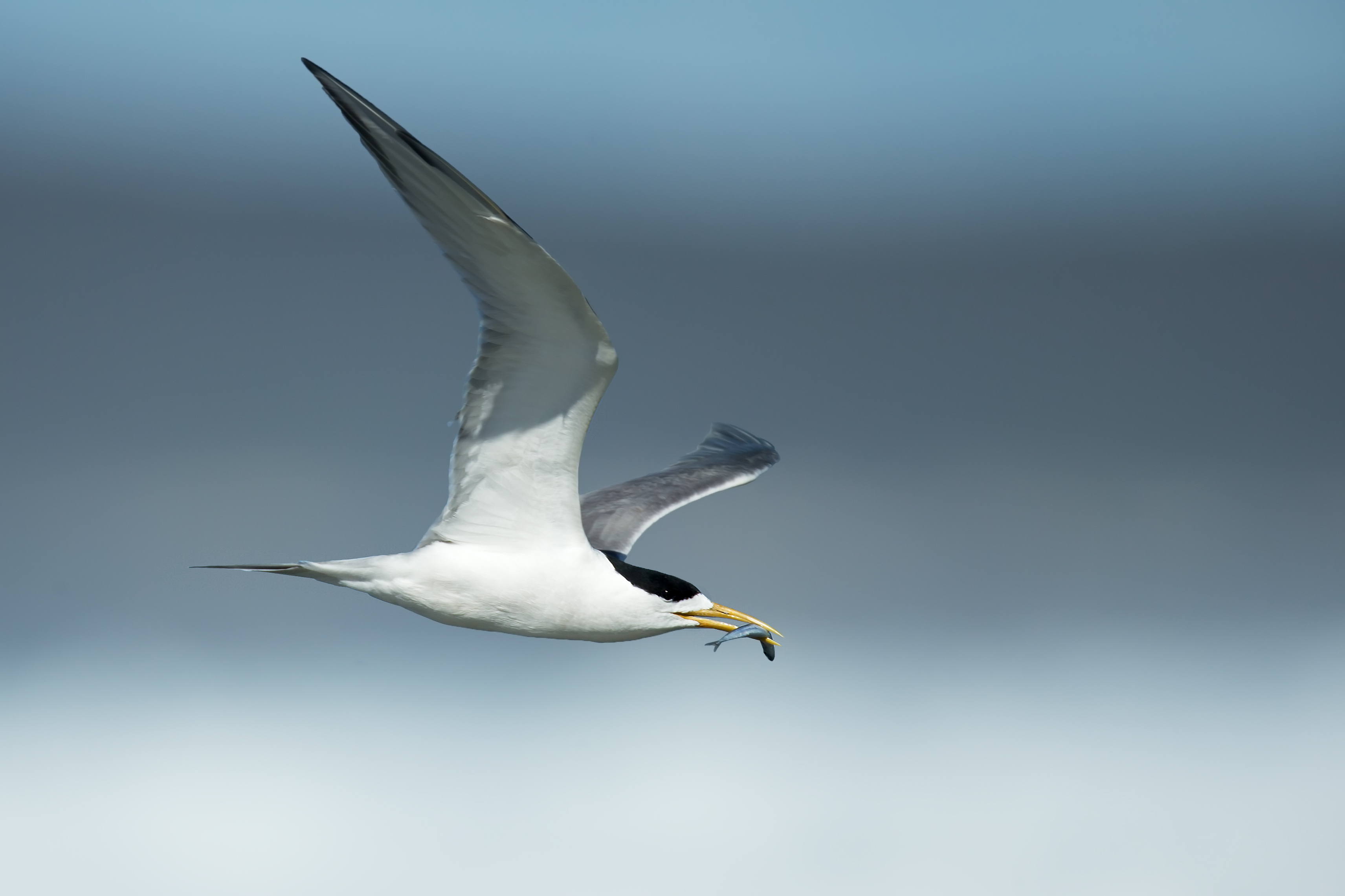
Rybitwa złotodzioba ze zdobyczą; przedmieścia Port Stephens, Nowa Południowa Walia, Australia

Udział poszczególnych rodzajów pożywienia w diecie rybitw złotodziobych wykazuje zmienność geograficzną i sezonową – tak w cyklu rocznym, jak i w kolejnych latach. Zależy również od warunków pogodowych i pływów morskich.
W Południowej Afryce sardele europejskie są dominującą zdobyczą ogółem – zarówno przeznaczoną dla piskląt, jak i dla dorosłych osobników w sezonie lęgowym. Skład pokarmu znoszonego do gniazda ulega jednak znaczącym zmianom. Podczas wysiadywania oraz karmienia starszych piskląt cechuje się większą różnorodnością gatunkową. Po wykluciu się młodych udział sardeli zwiększa się do 88–100%. W poszczególnych latach jej ogólny udział pod względem liczbowym spadał z 83% w 2013 do 67% w 2014 i 62% w 2015, wzrastał natomiast udział śledzia Etrumeus whiteheadi – z 3% w 2013 do 15% w 2015. Przewagę śledziokształtnych w diecie młodych udokumentowano również w Australii (Zatoka Świętego Wincentego i Zatoka Spencera). U dorosłych osobników głównym źródłem pożywienia były sardynka pacyficzna, atun i T. degeni, u piskląt – sardela australijska, sardynka pacyficzna i S. robustus. W poszczególnych latach skład pokarmu różnił się głównie udziałem wymienionych gatunków, co może odpowiadać zmianom ich liczebności na żerowiskach rybitw. Wielkość zdobyczy odpowiadała potrzebom młodszych piskląt, a skład gatunkowy wskazywał na lepszą jakość niż w pokarmie dorosłych.
W Australii Południowej wskutek epizootii w 1995 i 1998 biomasa sardynek pacyficznych zmniejszyła się o blisko 70%. Konsekwencje tych zdarzeń na rybitwy złotodziobe badano u populacji z Troubridge Island. Gwałtowne spadki liczebności jednej z najważniejszych ofiar spowodowały, że w kohortach wyklutych tuż po nich niewiele było osobników przystępujących kilka lat później do rozrodu w swojej kolonii. Samice z tych kohort osiągały mniejsze rozmiary ciała. W kohortach z lat 1996 i 1997 przeżywalność piskląt była większa, do czego mogło przyczynić się zwiększenie biomasy młodych sardynek pacyficznych oraz zajęcie przez sardele australijskie nowych terenów, uprzednio zdominowanych przez sardynki.
Długość i masa poławianych ryb zmienia się w cyklu rocznym i w kolejnych latach. W Australii Południowej odnotowano też zmianę przeciętnej długości zdobyczy z północy na południe. W Południowej Afryce w latach 2013–2015 długość przynoszonych do kolonii sardeli europejskich – zarówno dla dorosłych, jak i młodych – wynosiła średnio 83,9±16,8 mm (32–125 mm). Największa była w 2015 – 92 ± 16 mm, najmniejsza zaś w 2014 – 76 ± 15 mm. Przeciętna długość zdobyczy dostarczanej podczas wysiadywania była większa, zbliżona do tej pod koniec okresu karmienia młodych. W Australii Południowej w okresie karmienia najmłodszych piskląt (1–10 dni po wykluciu) i najstarszych piskląt (ponad 25 dni od wyklucia) średnia masa porcji pokarmu dla młodych wynosiła odpowiednio 7,4±4,5 g i 10,7±9,3 g, a porcji dla dorosłych – 11,6±10,4 g i 10,4±8,1 g. Na irańskiej wyspie Omol-Karam dla 150 sztuk zdobyczy (przeznaczonej dla piskląt w różnym wieku) średnia długość wyniosła 91,11±1,74 mm (42–156 mm), a masa – 8,37±0,41 g (1,1–32,5 mm).
Od pływów morskich zależy udział ryb zamieszkujących poszczególne strefy wód. Ryby denne podczas przypływu są nieosiągalne. Rybitwy łowią je podczas odpływu, jednak są nadreprezentowane tuż przed osiągnięciem najniższego stanu wody i tuż po tym, jak zacznie się on podnosić. Prawdopodobnie wynika to ze zwiększonej aktywności w reakcji na ruch wody. W Południowej Afryce sardele stanowią większy odsetek zdobyczy wraz z przybieraniem na sile wiatru, mniejszy zaś podczas dni z mglistą pogodą.
Rola owadów w diecie rybitw złotodziobych jest niejasna – mogą zarówno stanowić wyłącznie pokarm dla piskląt, jak i źródło energii dla dorosłych. Analizy zebranych w trakcie pięcioletnich badań na australijskiej populacji zwróconych próbek wskazywały na udział owadów w biomasie pokarmu poniżej 0,5%. Gatunków owadów nie oznaczano.

## Ekologia i zachowanie

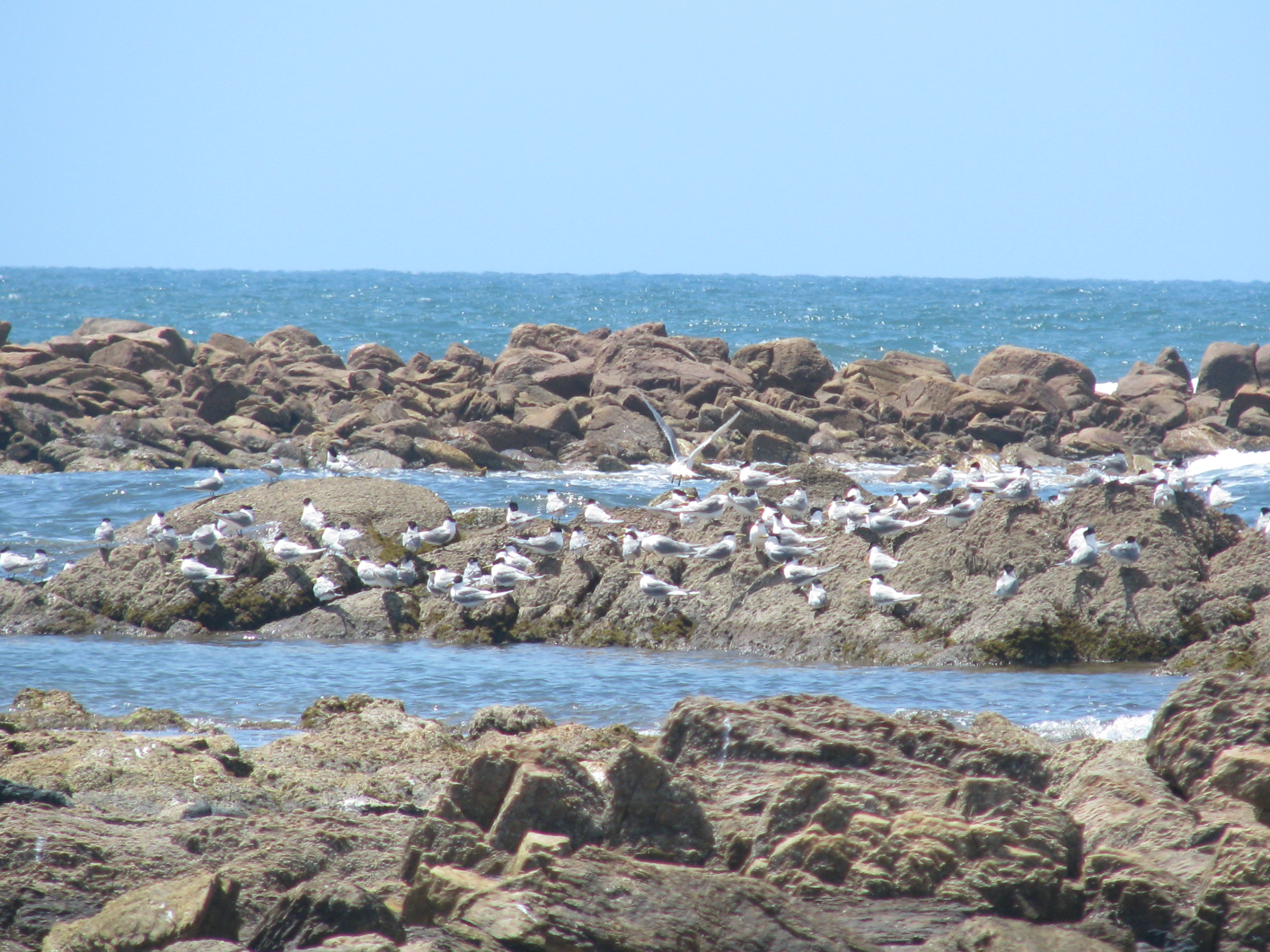
Rybitwy złotodziobe w Lipson Cove, części Zatoki Spencera w Australii Południowej

### Preferencje środowiskowe
Środowiskiem życia rybitw złotodziobych są wybrzeża oraz wyspy strefy tropikalnej i subtropikalnej. Zamieszkują zarówno odsłonięte plaże oceaniczne, jak i wcinające się w ląd elementy wybrzeża – zatoki, również wąskie i sięgające głęboko w ląd, porty, estuaria i laguny. Często wykorzystują przybrzeżne wysepki. Regularnie pojawiają się nad wodami pelagicznymi. W ciągu roku preferowane strefy wybrzeża mogą się zmieniać; przykładowo u wybrzeży Wollongong (Nowa Południowa Walia) od kwietnia do września najwięcej osobników przebywa nad wodami pelagicznymi, natomiast przez pozostałą część roku – nad wodami strefy nerytycznej. Rybitwy złotodziobe są związane ze środowiskiem morskim bardziej od rybitw królewskich.
Rybitwy złotodziobe rzadko zapuszczają się daleko w głąb lądu. Mogą jednak przemieszczać się w górę rzek i strumieni, a niekiedy pojawiają się nad przybrzeżnymi lub położonymi dalej słonawymi i słonymi jeziorami. Na Półwyspie Arabskim zasiedlają głównie przybrzeżne wysepki, w części kontynentalnej zwykle widywane są podczas odpoczynku na łachach i plażach. Odnotowywano je do 50 km od wybrzeży Morza Arabskiego w głąb lądu. W południowej Afryce rybitwy złotodziobe docierają niekiedy do 30 km od linii brzegowej, lecz zdecydowana większość z nich przemieszcza się w zasięgu wzroku znajdującego się tam obserwatora. Występują również przy nadmorskich solniskach, oczyszczalniach ścieków i pasach lądu oddzielających zbiorniki wodne. Do odpoczynku wykorzystują zarówno naturalne, jak i stworzone przez człowieka struktury, między innymi boje i słupy energetyczne.
Rzadko żerują nad lądem. Niekiedy rybitwy złotodziobe wyruszają na otwarte morze, a podążając za statkami rybackimi, mogą dotrzeć daleko za szelf kontynentalny. W okolicy One Tree Island wykorzystują wszystkie siedliska, lecz najczęściej żerują na otwartym morzu, w lagunach i nad częścią rafy koralowej osłoniętą od działania fal (ang. reef flat). Te ostatnie szczególnie chętnie wykorzystują też w rejonie Houtman Abrolhos. Według innych badaczy na One Tree Island ogółem poszukują pokarmu na obrzeżach rafy i nad jej wałem, a rzadziej w lagunach, za to podczas odpływu – głównie na krawędzi od strony morza i w lagunach. Na Eagle Island podobnie często (odpowiednio 47% i 53%) szukają zdobyczy nad rafą i na morzu.
Do gniazdowania rybitwy złotodziobe wybierają zazwyczaj wyspy oddalone od wybrzeża. Na piaszczystych wysepkach kolonie ulokowane zostają na środku. Na większych wyspach pokrytych roślinnością są zakładane na otwartym terenie blisko obrzeży wyspy lub na cyplach. W Południowej Afryce od 1996 do 2000 w Saldanha Bay i St Helena Bay (Prowincja Przylądkowa Zachodnia) obserwowano gniazdowanie na dachach. W czerwcu 1986 nieopodal wyspy Das 20 par rybitw złotodziobych i 40 par rybitw bengalskich gniazdowało na nieużywanym nabrzeżu dla zbiornikowców.

### Tryb życia i zachowanie
Część populacji rybitwy złotodziobej prowadzi osiadły tryb życia lub przemieszcza się jedyne w pobliżu kolonii lęgowych.
Osobniki podgatunku nominatywnego po zakończeniu lęgów rozpraszają się wzdłuż wybrzeża Afryki Południowej. Zagęszczenie rybitw złotodziobych jest w tym regionie wyraźnie większe w niektórych miesiącach. Przykładowo w Kwazulu-Natal oraz przyległej północnej części Prowincji Przylądkowej Wschodniej (dawne Transkei) na jesieni występują najmniej licznie, a zimą i wiosną stwierdzane są częściej – prawdopodobnie pojawiają się ptaki gniazdujące na zachodzie. Przedstawiciele podgatunku T. b. velox zwykle przemieszczają się w obrębie obszaru gniazdowania. Osobniki występujące na Bliskim Wschodzie po zakończeniu lęgów przemieszczają się jednak na południe i zimują wzdłuż wybrzeża wschodniej Afryki, od Egiptu po Kenię. Niewiele dociera na południe od równika. W populacji T. b. cristatus część ptaków jest wędrowna. Mimo ponownych stwierdzeń oznakowanych ptaków daleko od kolonii nie ma dowodów na podejmowanie regularnych wędrówek długodystansowych. Niektóre pojawy mają charakter przypadkowy. Rybitwy złotodziobe przemieszczają się też na nowe miejsca żerowania, do których zdają się napływać małe ryby. Występuje dyspersja polęgowa.
W pobliżu kolonii znajduje się obszar skupiający tokujące grupy rybitw złotodziobych oraz potencjalne pary, odbywają się tam również kopulacje. W języku angielskim ta część kolonii nosi nazwę „club” i u wielu gatunków ptaków morskich jest miejscem łączenia się w pary oraz gromadzenia się ptaków przed lęgami, a ponadto w swoim czasie wolnym pojawiają się w nim dorosłe osobniki z kolonii, te jeszcze niegniazdujące i młodociane. Na noclegowiskach może gromadzić się do 1600 osobników, jednak często nocują mniej licznie. Oprócz rybitw złotodziobych skupiają się w nich rybitwy innych gatunków i mewy. Kolejne ptaki przybywają na noclegowiska jeszcze długo po zmroku; rybitwy złotodziobe żerują lub są jeszcze aktywne do 2 godzin po zachodzie słońca. Za dnia odpoczywają w przerwach przed powrotem na żerowiska. Pojedynczo przesiadują również na skałach, masztach czy bojach.

#### Gatunki współwystępujące

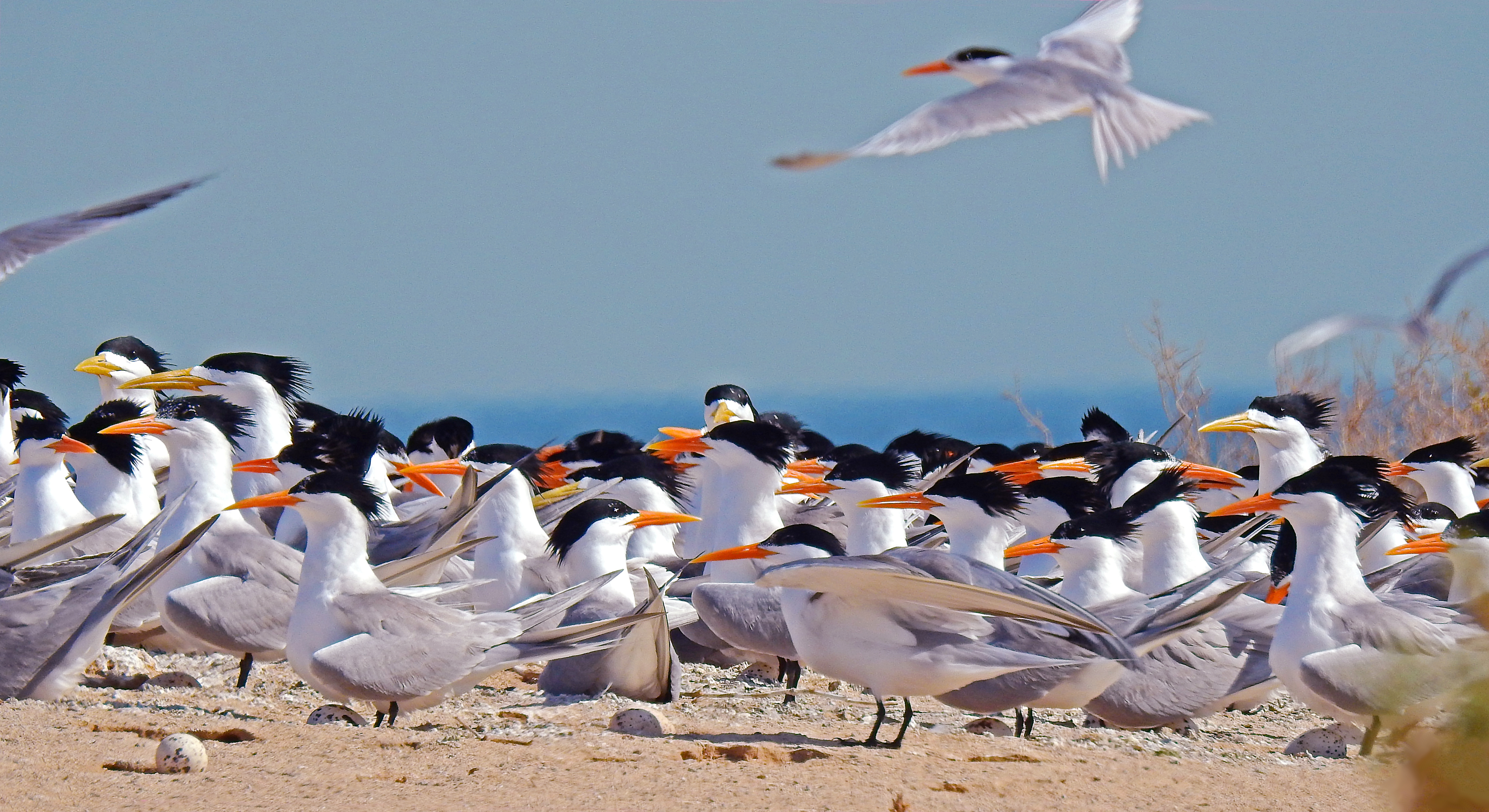
Kolonia na należącej do Kuwejtu wyspie Kubbar. Oprócz rybitw złotodziobych widoczne rybitwy bengalskie (Thalasseus bengalensis) o dziobach pomarańczowych

Rybitwy złotodziobe mogą tworzyć kolonie z ptakami innych gatunków lub gniazdować w ich bezpośrednim sąsiedztwie. W latach 1987–2000 lęgi (lub ich nieudane próby) w 17% przypadków odbywały się bez ptaków innych gatunków, w 77% – z mewami przylądkowymi (Chroicocephalus hartlaubii), a w 18% – w bliskości kormoranów koroniastych (Microcarbo coronatus). Ponadto w koloniach bywały obecne mewy szarogłowe (Larus cirrocephalus) i rybitwy różowe (Sterna dougallii). Jednocześnie z rybitwami złotodziobymi gniazdowały ptaki najwyżej 3 różnych gatunków. W połowie lat 90. XX wieku na wybrzeżu i wyspach Arabii Saudyjskiej około 76% par lęgowych rybitw złotodziobych gniazdowało wraz z rybitwami bengalskimi. W Zatoce Perskiej ze złotodziobymi gniazdują też rybitwy arabskie (Sterna repressa), w Zatoce Perskiej i Indiach – rybitwy brunatnogrzbiete (Onychoprion anaethetus), w Mikronezji – rybitwy czarnogrzbiete (O. fuscatus), a między innymi na Seszelach i Eagle Island – rybitwy równikowe (Sterna sumatrana).
Rybitwy chińskie mogą gniazdować rozproszone wśród złotodziobych. Na wyspach na północny zachód od archipelagu Zhoushan (Zhoushan, Zhejiang) stwierdzano ich pojedyncze pary wśród 166–460 par rybitw złotodziobych oraz 4 i 10 par wśród, odpowiednio, 1000 i 2000 par T. bergii. W Australii często z rybitwami gniazdują mewy czerwonodziobe (Larus novaehollandiae), które mogą powodować większość strat jaj i piskląt. Mewy przylądkowe są do nich zbliżone pod względem ekologicznym, lecz długo nie dostrzegano ich negatywnego wpływu na lęgi rybitw złotodziobych. Te jednak częściowo zyskują na sąsiedztwie mew ze względu na ich agresywne zachowanie mogące odstraszać inne ptasie drapieżniki. Na Robbeneiland w 2015 wszystkie rybitwy gniazdowały z mewami w jednej kolonii, gdzie z 9,4 tys. par prawie 85% stanowiły rybitwy. W dwóch poprzednich sezonach ptaki założyły po dwie kolonie, samych rybitw oraz mieszane. W tych drugich rybitwy stanowiły około 38% z 2,1 tys. (2014) i 71% z 3,5 tys. (2013) par. Na wyspach północnej Zatoki Perskiej w koloniach zdecydowaną większość stanowią rybitwy bengalskie. W 2011 do T. bergii należało około 9,5% gniazd (we wszystkich koloniach łącznie), a w 2012 – 10,3%.

## Lęgi

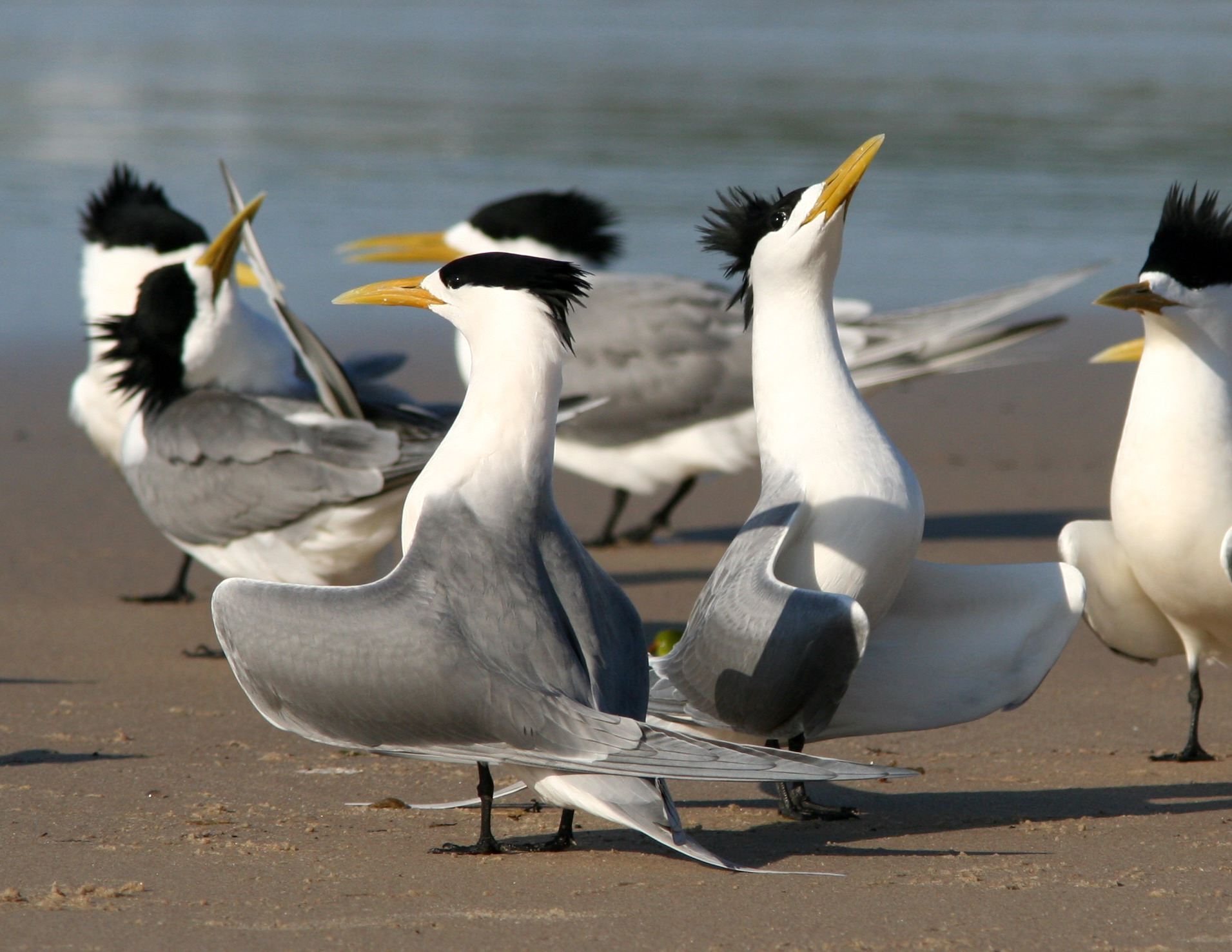
Toki rybitw złotodziobych. Tweed Heads, Nowa Południowa Walia (przy granicy z Queensland)

### Sezon lęgowy
Rybitwy złotodziobe są monogamiczne, więź z partnerem utrzymują w ciągu całego roku, niekiedy również w kolejnych. W przypadku niedostatku pożywienia lęgi w danym roku mogą się nie odbyć. W jednym sezonie lęgowym rybitwy złotodziobe pozostają w kondycji rozrodczej przez 11–13 tygodni. Poznawanie się przyszłych par, toki i kopulacja mogą odbywać się do 120 km od najbliższych terenów lęgowych, jednak większość rybitw złotodziobych znajduje partnera w miejscach odpoczynku, które są oddalone od 80 m do 8 km od kolonii. Pary nie pojawiają się w pobliżu samych miejsc gniazdowania do momentu tuż przed zniesieniem jaja. Wówczas w ciągu jednego dnia mogą wybrać lokalizację i przygotować gniazdo.
Na północnych wyspach Morza Czerwonego okres lęgowy rozpoczyna się co najmniej na początku maja. Im dalej na południe, tym później się rozpoczyna. Na wschodnim wybrzeżu Australii nie zaobserwowano związku między szerokością geograficzną a porą gniazdowania lub synchronizacją lęgów. Sezon lęgowy jest jednak krótszy niż na wybrzeżach Australii Zachodniej. Długi sezon lęgowy prawdopodobnie umożliwia ciepły prąd morski Leeuwin, który podczas tamtejszej zimy napływa na południe z regionów tropikalnych, powodując większą obfitość pokarmu.
Na Seszelach stwierdzono dwa okresy składania jaj. W południowej części Australii Zachodniej okres składania jaj trwa od końca marca do końca listopada, ale najwięcej zniesień przypada na przełom marca i kwietnia (jesień) oraz przełom września i października (wiosna). Nie stwierdzono tam przypadków dwukrotnego przystąpienia do lęgów. Poszczególne osobniki zachowują swój cykl roczny, stąd rybitwy gniazdujące na jesieni i na wiosnę można uznać za odrębne populacje. Prawdopodobnie w południowo-zachodniej Australii (w strefie subtropikalnej) zaczęły się osiedlać rybitwy złotodziobe z północy (ze strefy tropikalnej), które występują na jednym obszarze z pierwotnie zamieszkującą go populacją gniazdującą na wiosnę.
Poniższy wykres przedstawia czas trwania sezonu lęgowego – i okresu składania jaj, jeśli to możliwe – w różnych częściach zasięgu.
- domyślnym oznaczeniem jest kolor  ciemnoniebieski . Jeśli wskazano szczytowy okres składania jaj, to oznaczony jest właśnie tą barwą, a pozostały okres –  jasnoniebieską .
- tam, gdzie autorzy odnosili się ogólnie do lęgów, zastosowano kolor  fioletowy . Jeśli podano okres największego nasilenia lęgów, to jest oznaczony fioletem, a pozostała część sezonu –  lawendowym .

Źródła dla poszczególnych regionów – Namibia, Południowa Afryka, Madagaskar, Seszele, Tanzania (w tym Latham Island), Somalia, Erytrea, Sudan, wyspy Zatoki Perskiej, Indie, Tajwan, Filipiny, Australia Mikronezja (atol Chuuk).

### Kolonie lęgowe

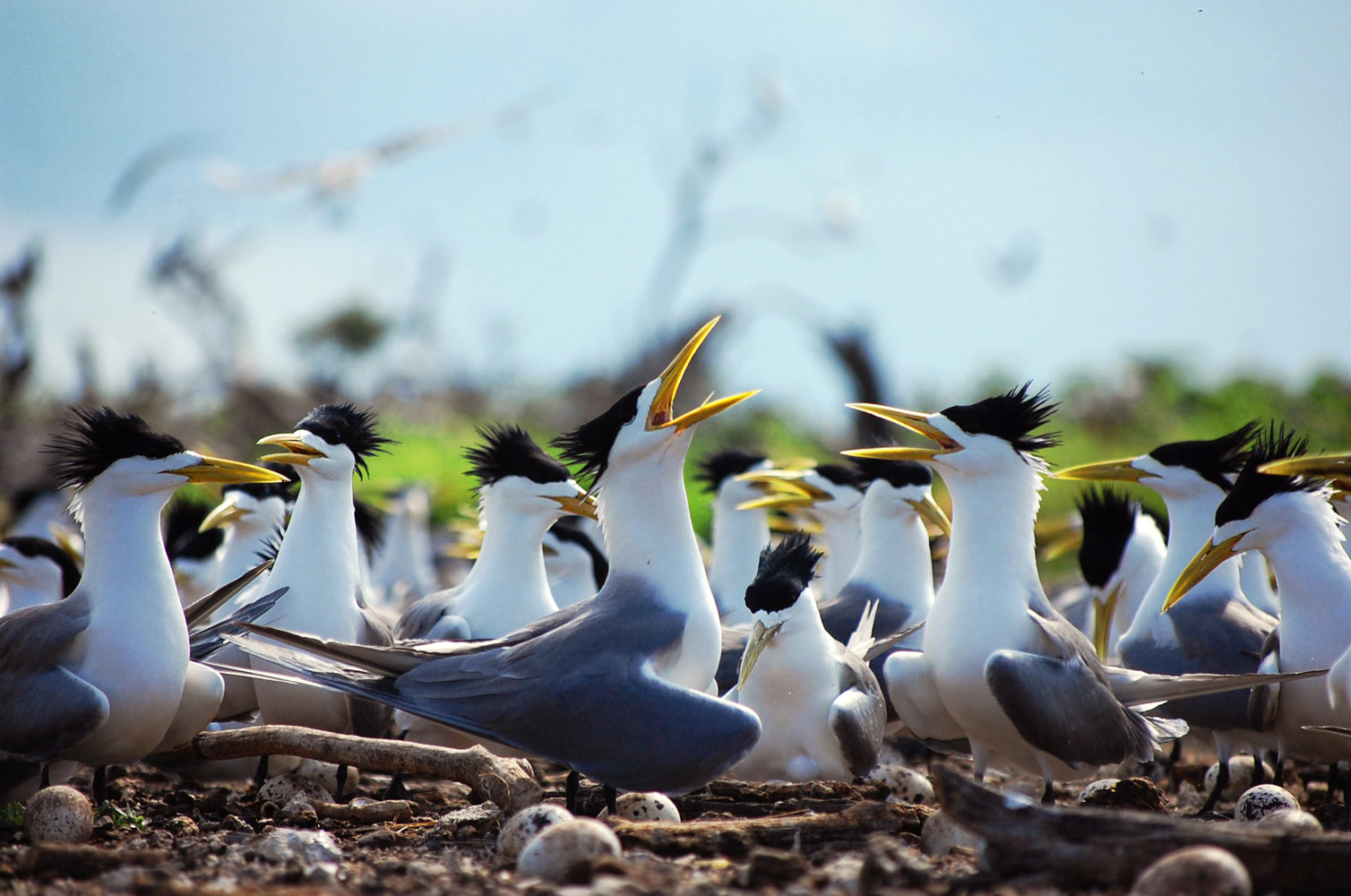
Kolonia lęgowa rybitw złotodziobych; Park Morski Rafy Tubbataha, Filipiny

Zwykle rybitwy złotodziobe gniazdują w koloniach złożonych z od 500 do 3000 par. Razem może też gniazdować kilka par, niekiedy z kilkoma parami innego gatunku. Rzadko zdarzają się przypadki samotnego gniazdowania. Na początku lat 90. XX wieku największa znana kolonia, przynajmniej w regionie Australii, mieściła się w Zatoce Karpentaria i gniazdowało w niej od 13 do 15 tys. par. W 2001 znano 20 kolonii na Terytorium Północnym, z czego 2 liczyły ponad 50 tysięcy osobników. Znaczący wpływ na wielkość kolonii ma dostępność pożywienia.
Poszczególnie kolonie mogą dzielić się na „podkolonie”. Parametry charakteryzujące lęgi różnią się między centrum a peryferiami kolonii i podkolonii. W obrębie podkolonii występuje większa synchronizacja lęgów – okres składania jaj jest krótszy. Mniejsze podkolonie cechuje mniejszy sukces lęgowy, ponieważ większy odsetek gniazd znajduje się na obrzeżu, skąd drapieżnikom łatwiej zabrać jajo. W dużych koloniach najstarsze gniazda znajdują się w centrum. Pojedyncze osobniki i pary dołączają do już wysiadujących rybitw złotodziobych, lecz większe grupy wolą osiąść w innym miejscu. W koloniach mieszanych z rybitwami chińskimi te przybywają zazwyczaj około tygodnia po złotodziobych. Rybitwy złotodziobe gniazdujące z mewami przylądkowymi również pojawiają się pierwsze. W Zatoce Perskiej (wyspy Dżazire-je Nachilu i Omol-Karam) rybitwy złotodziobe i bengalskie przylatują w podobnym czasie.
W kolejnych latach rybitwy złotodziobe często zmieniają miejsca gniazdowania, zarówno wybierając inną lokalizację kolonii na wyspach, jak i przemieszczając się między wyspami lub między lądem stałym a wyspami. W połowie lat 80. XX wieku znano 22 miejsca gniazdowania w południowej Afryce, lecz w poszczególnych latach (począwszy od 1950 roku) lęgi odbywały się zwykle w 6 lub 7 z nich. W latach 1987–2000 w Prowincji Przylądkowej Zachodniej rybitwy złotodziobe wykazywały niewielkie przywiązanie do miejsc gniazdowania, z których 61% wykorzystały tylko raz. Przemieszczanie się do nowych miejsc gniazdowania udokumentowano również w Australii. Niektórzy badacze wyjaśniali zmiany liczebności w koloniach i ich rozmieszczenia nomadycznym trybem życia rybitw. Obserwacje indywidualnie znakowanych osobników wskazują jednak na duże przywiązanie do miejsca gniazdowania. Do 2012 publikowano bardzo niewiele danych o rybitwach obrączkowanych w Zatoce Perskiej. Tamtego roku ukazał się artykuł o losach rybitw trzech gatunków zaobrączkowanych na wyspach jej północnej części. 5 odczytań (1,71% z 291 zaobrączkowanych w latach 2004–2007 jako pisklęta rybitw) w rodzimej kolonii zdaniem autorów świadczy o przywiązaniu do miejsca gniazdowania. Kolejne dwa osobniki znaleziono martwe na Omol-Karam. Litery na początku kodu wskazywały na Iran, lecz czas i miejsce zaobrączkowania były nieznane.

### Gniazdo
Gniazdo ma formę płytkiego zagłębienia w płaskim piaszczystym podłożu, na nagiej skale, wśród szkieletów koralowców (koralowiny) albo w niskiej roślinności. Może być pozbawione wyściółki lub być wyłożone cienką warstwą kamieni, muszli mątew („sepii”), trawy, guana i muszli. Zagłębienie to w Australii ma 0,15–0,30 m średnicy. W Afryce na Latham Island (Zanzibar, Tanzania) jest to 0,21±0,5 m (0,14–0,34 m; n=20). Zbliżone średnice miały gniazda na dwóch południowoafrykańskich wyspach: Dassen 17,4±0,015 m (0,15–0,21 m; n=95) i Schaapen 16,6±0,014 m (0,14–0,21 m; n=100). Roślinność początkowo otaczająca gniazda może całkowicie obumrzeć wskutek zanieczyszczenia odchodami wysiadujących rybitw.
W koloniach, dzięki dużemu zagęszczeniu, gniazda niekiedy niemalże przylegają do siebie, a dorosłe osobniki mogą stykać się dziobami. Zagęszczenie gniazd zmienia się jednak w zależności od lokalizacji, między poszczególnymi koloniami i w różnych latach. Odnotowane zagęszczenia gniazd to między innymi: w Południowej Afryce – 8,2±0,8 gniazd/m² (Dassen Island), 6,1±1,6/m² (Schaapen Island) i 7±2,5/m² (Robbeneiland); Latham Island (Tanzania): 8,4±1,52/m² (ogółem 6–10/m²); w Sudanie: 7–8/m²; na wyspach Zatoki Perskiej: 6,5–8,4/m²; w Australii: 0,97–1,04/m² (One Tree Island) i 6,3/m² (Eagle Island). W 2012 w kilku koloniach na irańskiej wyspie Dżazire-je Nachilu spośród niecałych 27 tys. gniazd blisko 92% należało do rybitw bengalskich, a pozostała część – do złotodziobych; zagęszczenie gniazd obydwu tych rybitw wynosiło 10,73±0,14/m².

### Jaja

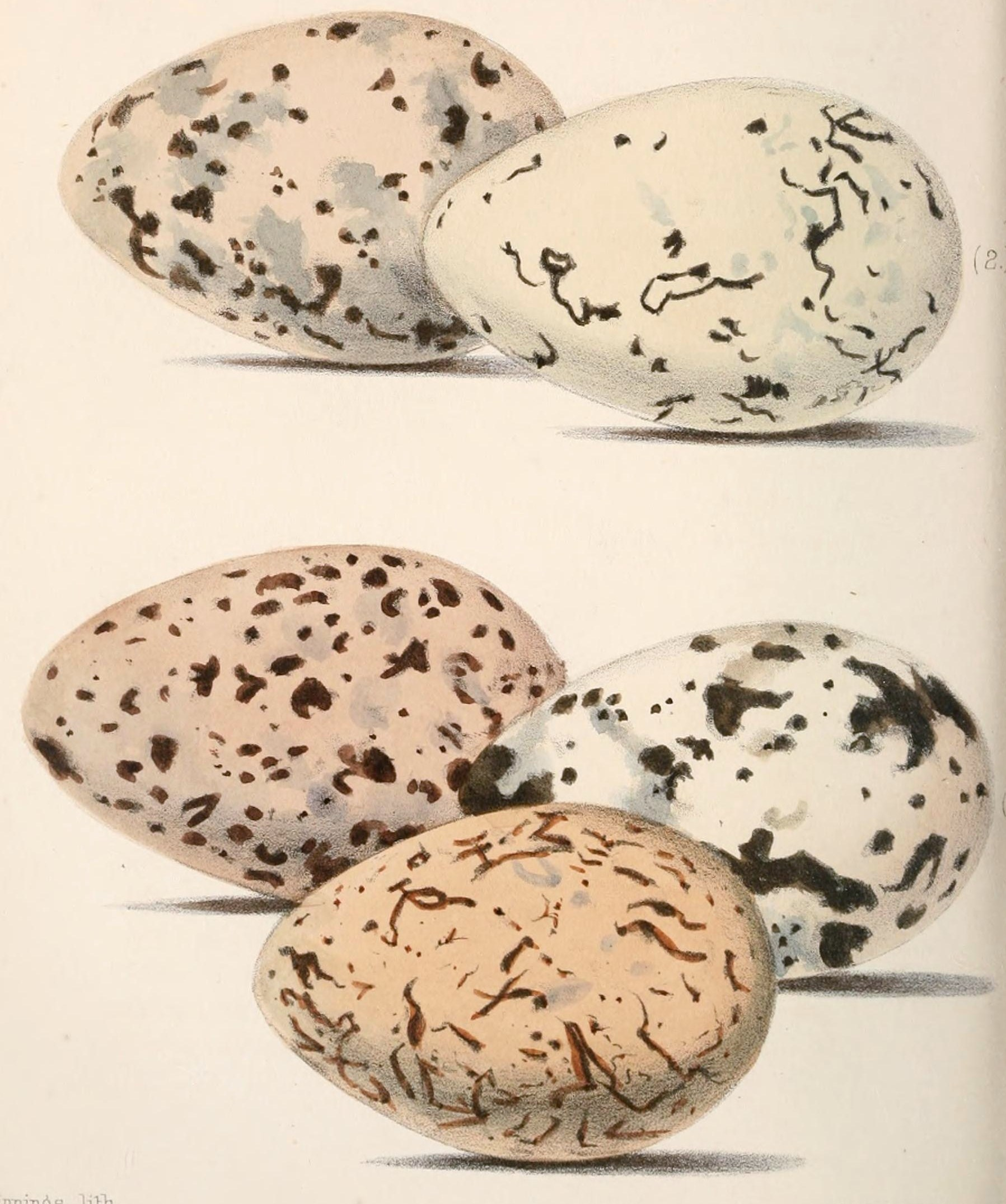
Jaja rybitwy złotodziobej cechuje wyjątkowa różnorodność w barwie i wzorach pokrywających skorupę

Zniesienia liczą przeważnie 1 jajo, blisko 1% z nich (lub mniej) składa się z 2 jaj. Tak niski odsetek stwierdzono w populacjach z różnych części zasięgu. Średnia wielkość zniesienia i odsetek gniazd z 2 jajami (podany w nawiasie): 1,02 jaj/gniazdo (2% z ponad 15 tys. gniazd; 11 stanowisk w Południowej Afryce); 1,03±0,18 jaj/gniazdo (3,4% gniazd; opuszczona w 2013 kolonia na Robbeneiland); 1,01 jaj/gniazdo (1,79%; 3 ze 167) na Aldabrze; 1,01 jaj/gniazdo (1,01% z 1004 zniesień; One Tree Island w południowej Wielkiej Rafie Koralowej); na wyspach Zatoki Perskiej 2 jaja znajdują się w 0,0–0,8% zniesień. Ubarwienie skorupki jest wysoce zmienne, podobnie jak pokrywające ją wzory. Kolor tła waha się od białego po kremowy lub łososiowy, niekiedy wrzosowy (jako odcień fioletu). Wzory cechuje zabarwienie od głębokiego ciemnego brązu przez intensywnie kasztanowe po jasno rdzawobrązowe. Są to kropki, plamy i różnokształtne motywy przywodzące na myśl alfabet arabski.
Świeżo złożone jaja rybitw złotodziobych po raz pierwszy zbadano u T. b. bergii po gwałtownym opuszczeniu kolonii na Robbeneiland w 2013. Ich wymiary wyniosły średnio 62,2 × 42,3 mm (56,3–66,9 × 39,8–45,3 mm; n=105), masa natomiast – 57,9±3,72 g (n=146). U T. b. thalasseus z Latham Island: średnie wymiary – 59,1 × 40,3 mm (55,6–62,3 × 37,8–42,3 mm; n=20), średnia masa – 51,4±3,8 g (43,6–57,6 g; n=20). Wymiary jaj u przedstawicieli T. b. cristatus zebrano między innymi w atolu Chuuk (Mikronezja): 57,2 × 40,5 mm (54,0–63,0 mm × 38–48,5 mm; n=27) oraz w Australii: 61,2 × 41,1 mm (56,3–65,6 × 39,6–42,8 mm; n=15) oraz 58,7 × 40,9 mm (55,4–63,5 × 38,1–43,9 mm; n=20). Średnia dla T. b. velox, z różnych części zasięgu: 61,1 × 42,8 mm (53,8–68,6 × 39,8–46,2 mm; n=250).
Okres składania jaj w poszczególnych podkoloniach jest krótszy. Przykładowo na One Tree Island wyniósł 18 ± 11,5 dnia, a w skali całej kolonii – 53 dni. W dwóch podkoloniach na Eagle Island składanie jaj trwało ponad 18 oraz 13 dni, łącznie 27 dni; w następnym sezonie lęgowym trwało 25 dni. Na wyspach Dżazire-je Nachilu i Omol-Karam w koloniach mieszanych z rybitwami bengalskimi synchronizacja występuje w obrębie gatunku – jest to 8–12 dni u  T. bergii i  8–17 dni u T. bengalensis oraz 27–28 dni w skali kolonii.

### Wysiadywanie i opieka nad młodymi
Wysiadywanie trwa od 21 do 30 dni, uczestniczą w nim obydwoje rodzice. Wraz z postępem inkubacji zmieniają się coraz rzadziej. Czas spędzony na gnieździe jest wysoce zmienny. Na One Tree Island mierzono go w kolonii, w której okres wysiadywania był mało zróżnicowany (28±1 dni), a w wybranej podkolonii ostatnie jaja pojawiły się 13 grudnia. Podczas czterech dni – 12 i 15–17 grudnia – rybitwy na gnieździe spędzały od 41±14 do 213±26 minut. W Zatoce Adeńskiej widywano osobniki, które zamiast wysiadywania stały z rozłożonymi skrzydłami, ochraniając jajo przed przegrzaniem.
Opieką nad potomstwem zajmują się obydwa ptaki z pary. Po 2 do 5 dni młode są gotowe do opuszczenia gniazda, choć mogą zostać w nim i do 3 tygodni po wykluciu. Średnia powylęgowa masa ciała piskląt w trzech australijskich koloniach (Lipson Island i Rocky Island w jednym sezonie oraz Troubridge Island w dwóch kolejnych sezonach) wyniosła 40,8 g, 37,7 g oraz 41,3 g i 37,6 g. Ich asymptotyczna masa ciała (oszacowana końcowa masa osobnika dojrzałego) wyniosła średnio 285,5 g, 277,7 g oraz 259,2 g i 295,8 g. Połowę tej masy uzyskiwały przeciętnie po 15,3, 14,5 oraz 13,5 i 14,7 dniach życia. Na Dżazire-je Nachilu powylęgowa masa ciała wyniosła 39,43±0,49 g, połowę asymptotycznej masy ciała młode osiągały po 21 dniach życia. Niektóre po opuszczeniu gniazda łączą się w „żłobki”, w których pozostają do osiągnięcia zdolności do lotu. Największe składają się z niemal 300 piskląt. Grup młodych rybitw pilnuje kilka dorosłych osobników, lecz każde pisklę karmione jest przez własnych rodziców. W koloniach mieszanych z rybitwami chińskimi ich pisklęta dołączają do rybitw złotodziobych. Pisklęta, które nie zbierają się w „żłobki”, pod opieką jednego z rodziców rozchodzą się po terenie kolonii – opuszczają już okolice gniazda. Około tygodnia po uzyskaniu lotności młode podążają za rodzicami na żerowiska. Stają się w pełni opierzone po około 35–43 dniach życia.
Niektóre dołączają do żerujących rodziców niecały tydzień przed pełnym opierzenie, inne nadal czekają na pokarm. Część opuszcza wyspę z rodzicami 13–19 dni po uzyskaniu pełnego upierzenia. Rybitwy złotodziobe stają się niezależne po co najmniej 4 miesiącach życia. Dojrzałość płciową osiągają w wieku 3 lat (choć część źródeł mówi o 2 latach). Do 6. roku życia mogą jednak nie przyłączyć się do kolonii ze względu na niewystarczające do gniazdowania zasoby pokarmu. Partnera mogą szukać w najbliższym otoczeniu, by dopasowane były ich roczne cykle rozrodcze. Przeżywalność oszacowano w populacji T. b. bergii na podstawie danych uzyskanych przez ponad 40 lat obrączkowania południowoafrykańskiej populacji. Wynosi ona (w nawiasie 95% przedział ufności): w pierwszym roku życia – 0,80 (0,73–0,85), w drugim roku życia – 0,93 (0,90–0,95), u osobników w wieku ponad dwóch lat – 0,93 (0,91–0,95). W 2013 zaobserwowano 34-letniego osobnika, który w 2018 był najstarszą znaną rybitwą złotodziobą. Do lęgów przystępują jeszcze co najmniej 20-letnie osobniki; w Australii najstarszy miał 29 lat.

Rozwój młodych rybitw złotodziobych
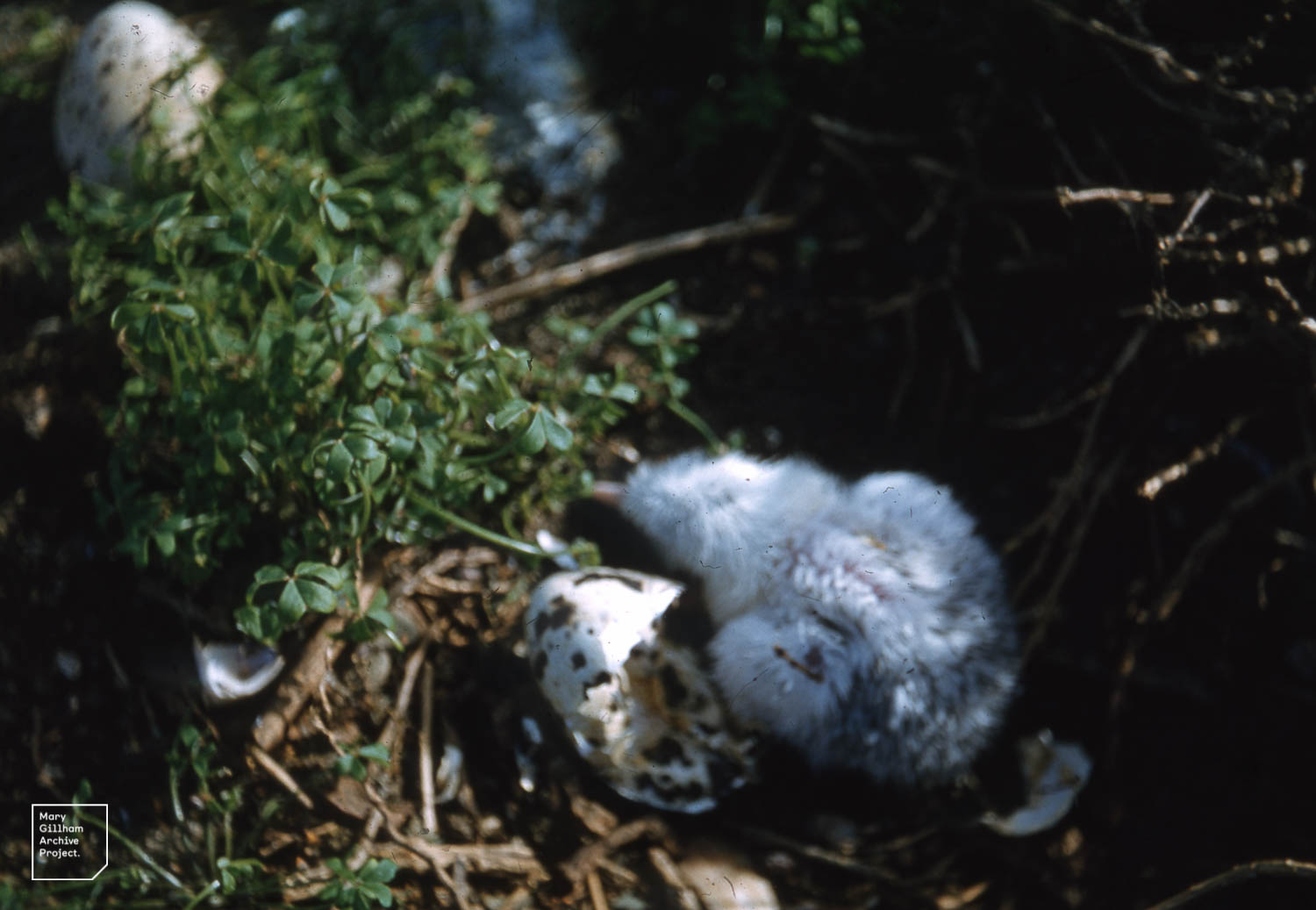
Pisklę wyklute na Robbeneiland (Południowa Afryka), 1960
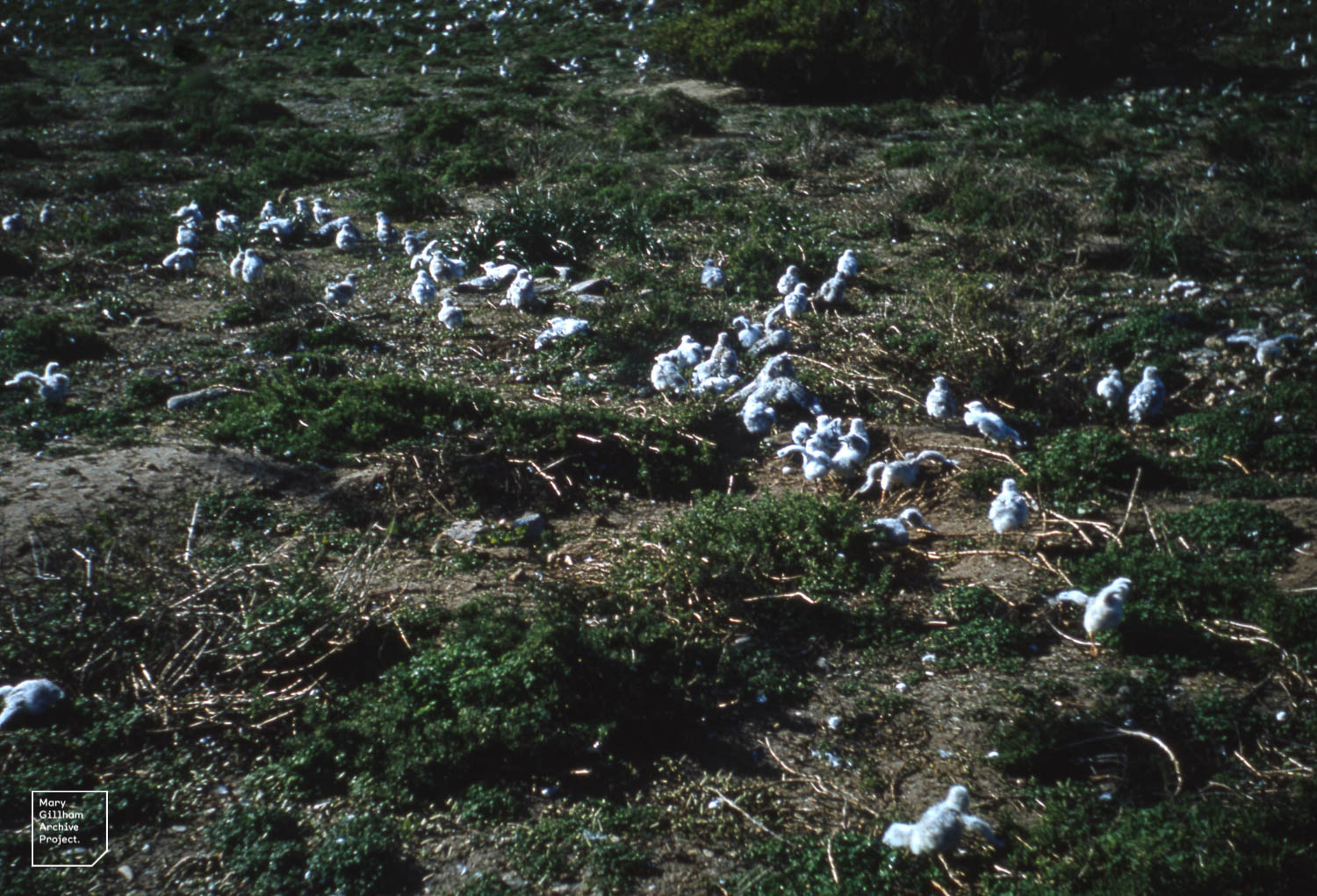
„Żłobek” rybitw złotodziobych (tu na zdjęciu z Robbeneiland, 1960) może składać się nawet z 300 piskląt
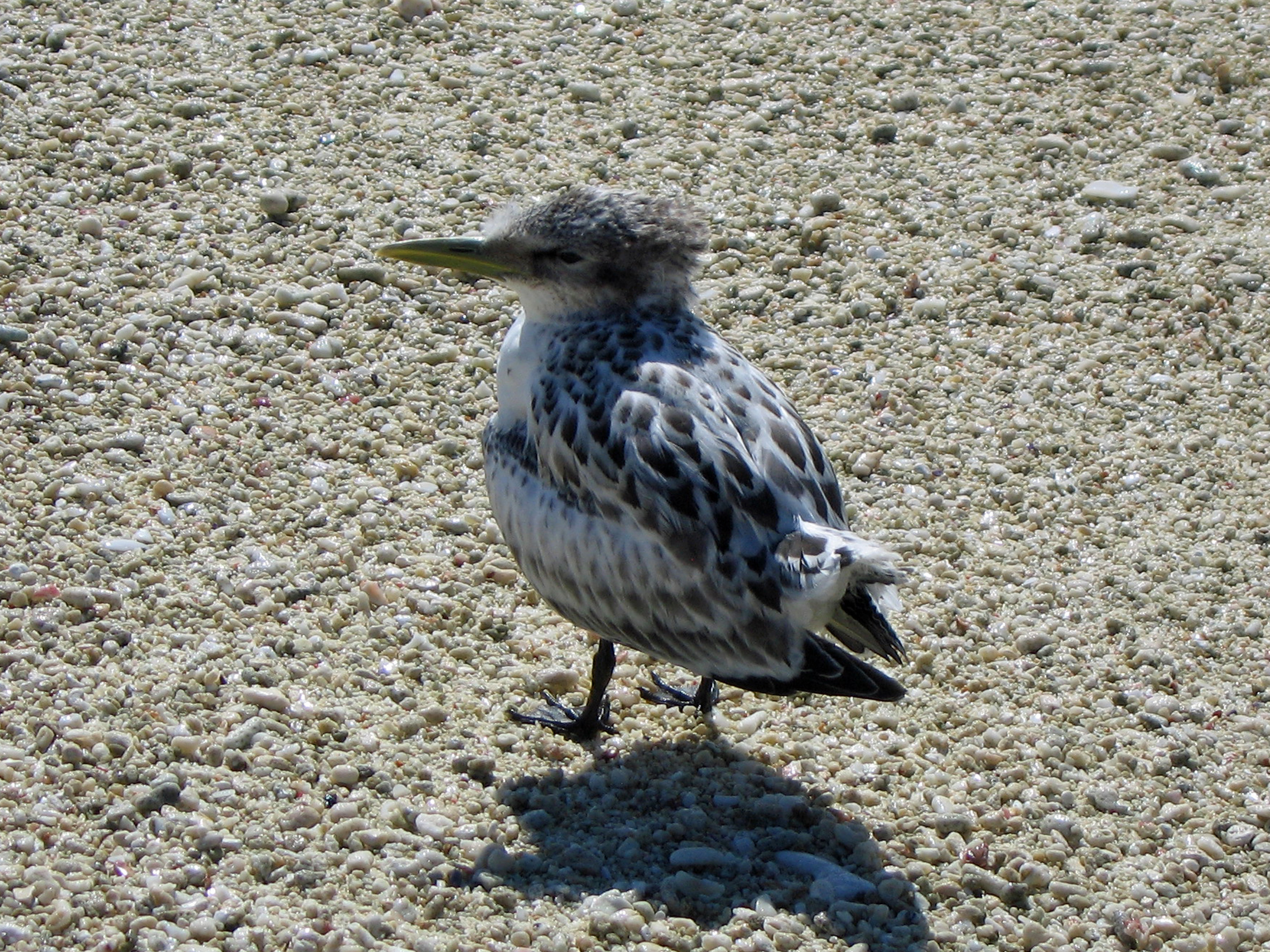
Młode są w pełni opierzone po 35–43 dniach. Lady Elliot Island, Queensland
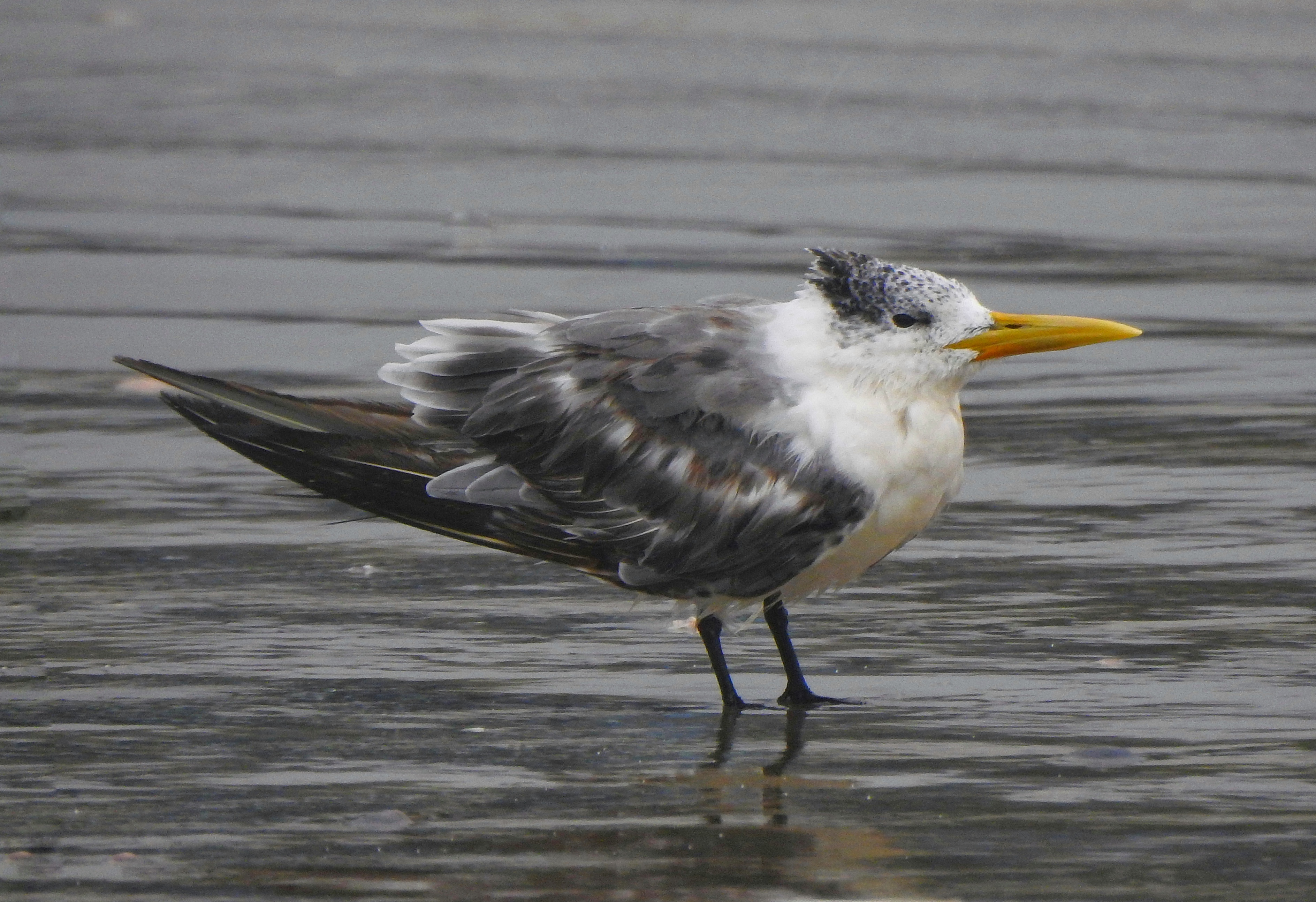
Osobnik młodociany, Kerala (Indie). Rybitwy złotodziobe osiągają dojrzałość płciową po co najmniej 3 latach

### Sukces lęgowy
Sukces klucia i przeżywalność piskląt (wyrażana przez odsetek piskląt, które dożyły do pełnego opierzenia) są wysoce zmienne między koloniami, w ich obrębie i w poszczególnych latach. Przykładowo, w kolonii w Corner Inlet (północna Cieśnina Bassa) przez 25 lat sukces lęgowy wahał się między 0 i 96%, średnio 51 ± 34%.
Na Robbeneiland produkcja piskląt na parę wynosiła 0,35 w 1987 i 0,97 w 1988, a podczas tych dwóch sezonów łącznie – 0,48 pisklęcia na parę. Co najmniej do 2009 nie było nowych informacji o sukcesie lęgowym w południowej Afryce.
Na niektórych australijskich wyspach prowadzone są od kilku dekad (stan w 2021) programy obrączkowania i znakowania młodych oraz dorosłych rybitw złotodziobych. Pozwala to określić między innymi wiek przystępujących do rozrodu osobników. Wpływ wieku rodziców na sukces lęgowy badano dla 83–118 oznakowanych gniazd z kolonii na Lipson Island (2006), Troubridge Island (2006, 2007) i Rocky Island (2007). Na Troubridge Islands w 2006 średni sukces klucia wynosił 98,3%, opierzenia dożyło 94,3% młodych, a sukces lęgowy wynosił 92,7%; w 2007 natomiast było to odpowiednio 96,7%, 94,0% i 90,9%. Na Lipson Island i Rocky Island sukces klucia wynosił odpowiednio 94,6% i 96,4%, przeżywalność piskląt – 76,7% i 94,9%, a sukces lęgowy – 72,6% i 91,5%. Pisklęta wychowywane przez starsze ptaki w kolonii ogółem wykluwały się wcześniej niż pisklęta młodszych dorosłych, prócz tego osiągały lepszą kondycję, parametry wzrostu i przeżywalność.
Na One Tree Island podczas czterech sezonów lęgowych (1973–1975 i 1979–1981) sukces klucia dla 1737 jaj wyniósł 53,8% (935). Dla kolejnych sezonów było to odpowiednio: 1973–74 – 0,5% (1 ze 183); 1974–75 – 51,2% (221 z 432); 1979/80 – 69,4% (704 z 1015 jaj), 1979/80, tylko w styczniu – nieznany (z co najmniej 107 jaj łupem mew padło 98, z pozostałych 9 pisklęta nie wykluły się). W 1979–80 w 10 podkoloniach sukces klucia wahał się między 0 a 90,5%. Tamtego sezonu średnia przeżywalność piskląt wyniosła 85%.
W 1991 wyciek ropy naftowej wywołany podczas I wojny w Zatoce Perskiej uznano za mający niewielkie krótkoterminowe oddziaływanie na populację rybitw kilku gatunków i ich aktywność lęgową, lecz zalecono kontynuację badań przez co najmniej 3 lata. W 1991 sukces klucia rybitw złotodziobych na saudyjskiej wyspie Karan (27°44′N 49°50′E/27,733333 49,833333) wynosił 76,5%, losy piskląt były nieznane. W latach 1992–1994 sukces klucia był nieznany, a sukces lęgowy wynosił kolejno 33%, 14% i 30%. Wahania były znacznie mniej zaznaczone od tych obserwowanych u rybitw bengalskich w tych samych koloniach oraz u rybitw arabskich i brunatnogrzbietych.

#### Przyczyny niepowodzeń

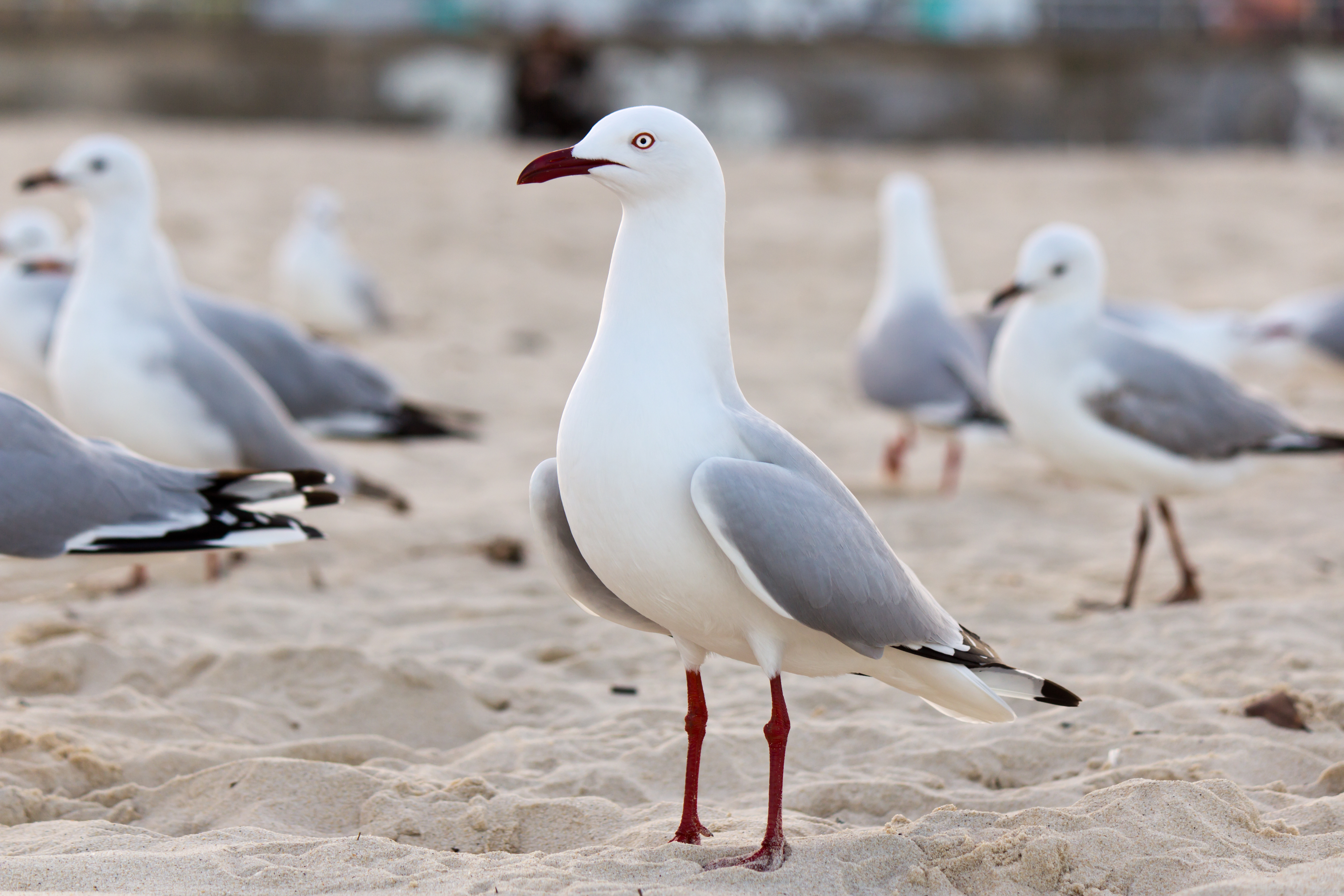
Mewy czerwonodziobe (Chroicocephalus novaehollandiae; tu na Bondi Beach, Sydney) mogą odpowiadać za większość strat w okresie wysiadywania jaj. Zjadają również pisklęta rybitw złotodziobych

Drapieżniki mogą spowodować znaczne straty. Mewy czerwonodziobe zabierają jaja rybitw złotodziobych, kiedy te opuszczają gniazdo, by się napić, zwilżyć upierzenie lub zaatakować mewę. Bardziej narażone na utratę jaj są pary gniazdujące na obrzeżach kolonii oraz przystępujące do lęgów później, jako że po wyprowadzeniu młodych przez część rybitw zagęszczenie aktywnych gniazd maleje. Małe podkolonie mają mniejszy sukces lęgowy ze względu na stosunek ich obwodu do pola – im mniejsza (pod)kolonia, większy odsetek gniazd znajdzie się na obrzeżu. Mewy zabijają pisklęta rybitw w różnym wieku, jednak nie mogą przełknąć starszych niż trzytygodniowe. Na One Tree Island w sezonie 1979/1980 w 12 podkoloniach rybitwy złożyły 1015 jaj. Młode wykluły się w 69,4% lęgów. Z pozostałych 311 lęgów większość (88,4%) zniszczyły mewy, a 11,6% jaj było porzucone. W niektórych podkoloniach, w tym 3 najmniejszych  (zawierających 9 do 12 jaj), mewy czerwonodziobe zjadły wszystkie jaja. Niepokojenie kolonii rybitw przez odwiedzających miejscami powoduje dodatkowe szkody. Podążają za nimi mewy czerwonodziobe, które wykorzystują poruszenie wśród rybitw na widok człowieka do zrabowania jaj i piskląt. Bieliki białobrzuche (Haliaeetus leucogaster) mogą gniazdować w pobliżu lub tuż przy koloniach. Chwytają zarówno pisklęta, jak i dorosłe rybitwy.
Rezultaty badań terenowych nad koloniami rybitw i mew na Robbeneiland (2013–2015) pokazują, że gniazdowanie z mewami przylądkowymi powoduje intensywniejsze kleptopasożytnictwo z ich strony. W dwóch sezonach w dwóch koloniach jednogatunkowych zjawisko to nie występowało, nawet jako nieudane próby. Dorosłe rybitwy ponoszą większe koszty energetyczne, ponieważ muszą podjąć więcej prób dostarczenia zdobyczy i zajmuje to więcej czasu, częściej też zostają zmuszone połknąć zdobycz (ze stratą dla piskląt). Prawdopodobieństwo próby odebrania łupu wynosiło 44,1±4,4% w koloniach mieszanych i 7,5±1,9% w koloniach jednogatunkowych, natomiast prawdopodobieństwo skutecznej próby lub zagubienia zdobyczy – odpowiednio 22,6±2,7% i 4,1±1,1%. Są narażone na kleptopasożytnictwo dłużej, bowiem w koloniach jednogatunkowych kleptopasożytnictwo wewnątrzgatunkowe niemal całkiem ustaje po opuszczeniu gniazd przez młode. Poniesione koszty, pośrednie i bezpośrednie, mogą ostatecznie spowodować obniżenie sukcesu lęgowego.
W Zatoce Perskiej obecność szakali złocistych (Canis aureus) w miejscu, gdzie rybitwy regularnie gniazdują, skutkuje przeniesieniem się na inną wyspę lub zaniechaniem lęgów.
Gniazda w całej kolonii lub jej części bywają zniszczone przez wychodzące na brzeg żółwie (jak żółwie jadalne, Chelonia mydas). W różnych częściach zasięgu zostają wymyte w trakcie przypływów. Podczas cyklonów może zginąć stosunkowo duży odsetek piskląt, nawet tych bliskich opierzenia; bezpośrednimi przyczynami są głód i wychłodzenie.
Rybitwy złotodziobe są szczególnie wrażliwe na niepokojenie ze strony ludzi, co prowadzi do zaprzestania gniazdowania na danym terenie lub porzucenia już założonej kolonii. Im częściej opuszczają gniazdo, tym bardziej ich jaja są narażone na zabranie przez drapieżniki. W południowej Afryce oprócz mew przylądkowych są to mewy południowe (Larus dominicanus), ibisy czczone (Threskiornis aethiopicus), koty domowe (Felis catus) oraz węże – jajożery (Dasypeltis scabra) i Pseudaspis cana. Niepokojenie przez drapieżniki również może spowodować opuszczenie kolonii. Ze względu na płochliwość rybitw złotodziobych badacze powinni zachowywać szczególną ostrożność w trakcie prac terenowych. Rybitwy mogą jednak ponownie założyć kolonię 10–20 dni po opuszczeniu poprzedniej.

## Status
IUCN uznaje rybitwę złotodziobą za gatunek najmniejszej troski od 1988 (stan w 2021). BirdLife International uznaje trend liczebności populacji za prawdopodobnie stabilny ze względu na brak widocznych spadków liczebności.

### Liczebność i trend populacji
W 2021 roku BirdLife International podawało szacowaną liczebność populacji w oparciu o dane Wetlands International z 2006 jako 0,15–1,1 mln osobników. W bazie danych Waterbird Population Estimates w połowie 2021 roku brakowało jeszcze spójnego podziału rybitwy złotodziobej na pomniejsze populacje, stąd wybrakowanie informacji. Poniżej przedstawiono wybrane dane o liczebności populacji oraz jej trendzie w konkretnych lokalizacjach i dla poszczególnych podgatunków.
T. b. bergii
W jednym z planów działania w ramach AEWA podano szacunkowe dane za rok 2013 dla części miejsc gniazdowania, według których wówczas gniazdowało w Namibii 1,3 tys. par, a w Południowej Afryce – 10,1 tys. par. Trend liczebności populacji ogółem uznano za wzrostowy. Niepublikowane wcześniej dane rządowe (Department of Environmental Affairs) z 2015 wskazują, że w samej Prowincji Przylądkowej Zachodniej gniazdowało tamtego roku około 14 tys. par lęgowych (z czego połowa na Robbeneiland). Liczebność populacji mogła więc zwiększyć się trzykrotnie w niecałe 30 lat.
T. b. thalassinus
W 2018 największa kolonia w zachodnim Oceanie Indyjskim znajdowała się na madagaskarskiej wyspie Nosy Foty (12°11′35″S 48°58′43″E/-12,193056 48,978611), około 30 km na zachód od miasta Antsiranana, a jej liczebność w lipcu 2008 wynosiła około 10,84 tys. par lęgowych. Dawniej intensywnie wybierano jaja z gniazd i w lipcu 1997 w kolonii gniazdował niecały 1 tys. par. Wyspa znalazła się na terenie Morskiego Parku Narodowego Nosy Hara. W 2018 na Seszelach gniazdowało 548–790 par. Tamtego roku potwierdzono lęgi na Cosmoledo, a wcześniej nowe miejsca gniazdowania odkrywano, odkrywano ponownie lub potwierdzano w innych częściach Seszeli, między innymi na Farquhar (2017, rok po spustoszeniu atolu przez cyklon Fantala).
T. b. velox
Szacunki dla roku 2010 wskazują na 13 tys. par lęgowych na Półwyspie Arabskim.
T. b. cristatus
W latach 2004–2017 w ptasiej ostoi na tajwańskich wyspach Mazu Liedao gniazdowało od około 1130 do 5500 (3235±1072) rybitw złotodziobych.
W 2001 na Terytorium Północnym większość z 20 znanych wówczas kolonii liczyła ponad 5 tys. osobników, a w dwóch znajdowało się ponad 50 tys. osobników. Opublikowany tamtego roku raport przedstawiał dane z liczeń prowadzonych w 1999. Wyniki badań terenowych z 1994 sugerowały wielkość populacji rzędu 60 tys. osobników. Możliwe, że wówczas nie doszacowano liczebności dwóch największych kolonii, które w 1999 łącznie liczyły ponad 100 tys. osobników, lub był to szczególnie pomyślny rok dla rybitw złotodziobych. Może być to też efekt wzrostu liczebności populacji, który zaobserwowano w dwóch innych koloniach. W 2008 największa kolonia w Australii Południowej mieściła się na Troubridge Island i składała się z około 3 tys. par lęgowych. Inne kolonie znajdowały się między innymi na Lipson Island, Rocky Island i Goose Island, a zajmowało je kolejno 2, 1,3 i 0,9 tys. par lęgowych. W Wiktorii od lat 80. XX wieku liczebność populacji znacznie wzrastała, lecz pod koniec 2. dekady XXI wieku nastąpił drastyczny spadek – z 6–7 tys. par lęgowych w latach 2008–2016 do 2,5–3,5 tys. par między 2017 a 2019.